# Chronological Classics, discografia completa

## The Chronological Classics Series: 500-599
- 1990 - The Chronological Classics: Ella Fitzgerald 1935-1937 (Classics Records, 500) sulla copertina appare già l'errore di grafia The Chronogical
- 1990 - The Chronological Classics: Jimmie Lunceford and His Orchestra 1930-1934 (Classics Records, 501)
- 1990 - The Chronological Classics: Chick Webb and His Orchestra 1929-1934 (Classics Records, 502)
- 1990 - The Chronological Classics: Count Basie and His Orchestra 1936-1938 (Classics Records, 503)
- 1990 - The Chronological Classics: Count Basie and His Orchestra 1938-1939 (Classics Records, 504)
- 1990 - The Chronological Classics: Jimmie Lunceford and His Orchestra 1934-1935 (Classics Records, 505)
- 1990 - The Chronological Classics: Ella Fitzgerald 1937-1938 (Classics Records, 506)
- 1990 - The Chronological Classics: Art Tatum 1932-1934 (Classics Records, 507)
- 1990 - The Chronological Classics: Teddy Wilson and His Orchestra 1934-1935 (Classics Records, 508)
- 1990 - The Chronological Classics: Louis Armstrong and His Orchestra 1934-1936 (Classics Records, 509) (10)
- 1990 - The Chronological Classics: Jimmie Lunceford and His Orchestra 1935-1937 (Classics Records, 510)
- 1990 - The Chronological Classics: Teddy Wilson and His Orchestra 1935-1936 (Classics Records, 511)
- 1990 - The Chronological Classics: Louis Armstrong and His Orchestra 1936-1937 (Classics Records, 512)
- 1990 - The Chronological Classics: Count Basie and His Orchestra 1939 (Classics Records, 513)
- 1990 - The Chronological Classics: Earl Hines and His Orchestra 1932-1934 (Classics Records, 514)
- 1990 - The Chronological Classics: Louis Armstrong and His Orchestra 1937-1938 (Classics Records, 515)
- 1990 - The Chronological Classics: Cab Calloway and His Orchestra 1930-1931 (Classics Records, 516)
- 1990 - The Chronological Classics: Chick Webb and His Orchestra 1935-1938 (Classics Records, 517)
- 1990 - The Chronological Classics: Ella Fitzgerald 1938-1939 (Classics Records, 518)
- 1990 - The Chronological Classics: Fletcher Henderson and His Orchestra 1937-1938 (Classics Records, 519) (20)
- 1990 - The Chronological Classics: Jimmie Lunceford and His Orchestra 1937-1939 (Classics Records, 520)
- 1990 - The Chronological Classics: Teddy Wilson and His Orchestra 1936-1937 (Classics Records, 521)
- 1990 - The Chronological Classics: Benny Carter and His Orchestra 1929-1933 (Classics Records, 522)
- 1990 - The Chronological Classics: Louis Armstrong and His Orchestra 1938-1939 (Classics Records, 523)
- 1990 - The Chronological Classics: Lionel Hampton and His Orchestra 1937-1938 (Classics Records, 524)
- 1990 - The Chronological Classics: Ella Fitzgerald 1939 (Classics Records, 525)
- 1990 - The Chronological Classics: Cab Calloway and His Orchestra 1931-1932 (Classics Records, 526)
- 1990 - The Chronological Classics: Fletcher Henderson and His Orchestra 1934-1937 (Classics Records, 527)
- 1990 - The Chronological Classics: Earl Hines and His Orchestra 1934-1937 (Classics Records, 528)
- 1990 - The Chronological Classics: Louis Armstrong and His Orchestra 1932-1933 (Classics Records, 529) (30)
- 1990 - The Chronological Classics: Benny Carter and His Orchestra 1933-1936 (Classics Records, 530)
- 1990 - The Chronological Classics: Teddy Wilson and His Orchestra 1937 (Classics Records, 531)
- 1990 - The Chronological Classics: Jimmie Lunceford and His Orchestra 1939 (Classics Records, 532)
- 1990 - The Chronological Classics: Count Basie and His Orchestra 1939, Vol. 2 (Classics Records, 533)
- 1990 - The Chronological Classics: Lionel Hampton and His Orchestra 1938-1939 (Classics Records, 534)
- 1990 - The Chronological Classics: Fletcher Henderson and His Orchestra 1932-1934 (Classics Records, 535)
- 1990 - The Chronological Classics: Louis Armstrong and His Orchestra 1931-1932 (Classics Records, 536)
- 1990 - The Chronological Classics: Cab Calloway and His Orchestra 1932 (Classics Records, 537)
- 1990 - The Chronological Classics: Earl Hines and His Orchestra 1937-1939 (Classics Records, 538)
- 1990 - The Chronological Classics: Duke Ellington and His Orchestra 1924-1927 (Classics Records, 539) (40)
- 1990 - The Chronological Classics: Henry ''Red'' Allen and His Orchestra 1929-1933 (Classics Records, 540)
- 1990 - The Chronological Classics: Benny Carter and His Orchestra 1936 (Classics Records, 541)
- 1990 - The Chronological Classics: Duke Ellington and His Orchestra 1927-1928 (Classics Records, 542)
- 1990 - The Chronological Classics: Don Redman and His Orchestra 1931-1933 (Classics Records, 543)
- 1990 - The Chronological Classics: Cab Calloway and His Orchestra 1932-1934 (Classics Records, 544)
- 1990 - The Chronological Classics: Earl Hines and His Orchestra 1928-1932 (Classics Records, 545)
- 1990 - The Chronological Classics: Fletcher Henderson and His Orchestra 1931-1932 (Classics Records, 546)
- 1990 - The Chronological Classics: Louis Armstrong and His Orchestra 1930-1931 (Classics Records, 547)
- 1990 - The Chronological Classics: Teddy Wilson and His Orchestra 1937-1938 (Classics Records, 548)
- 1990 - The Chronological Classics: Bennie Moten's Kansas City Orchestra 1923-1927 (Classics Records, 549) (50)
- 1990 - The Chronological Classics: Duke Ellington and His Orchestra 1928 (Classics Records, 550)
- 1990 - The Chronological Classics: Henry ''Red'' Allen and His Orchestra 1933-1935 (Classics Records, 551)
- 1990 - The Chronological Classics: Benny Carter and His Orchestra 1937-1939 (Classics Records, 552)
- 1990 - The Chronological Classics: Don Redman and His Orchestra 1933-1936 (Classics Records, 553)
- 1990 - The Chronological Classics: Cab Calloway and His Orchestra 1934-1937 (Classics Records, 554)
- 1990 - The Chronological Classics: Fletcher Henderson and His Orchestra 1931 (Classics Records, 555)
- 1990 - The Chronological Classics: Teddy Wilson and His Orchestra 1938 (Classics Records, 556)
- 1990 - The Chronological Classics: Louis Armstrong and His Orchestra 1929-1930 (Classics Records, 557)
- 1990 - The Chronological Classics: Bennie Moten's Kansas City Orchestra 1927-1929 (Classics Records, 558)
- 1990 - The Chronological Classics: Duke Ellington and His Orchestra 1928-1929 (Classics Records, 559) (60)
- 1991 - The Chronological Classics: Art Tatum 1934-1940 (Classics Records, 560)
- 1991 - The Chronological Classics: Hot Lips Page and His Band 1938-1940 (Classics Records, 561)
- 1991 - The Chronological Classics: Lionel Hampton and His Orchestra 1939-1940 (Classics Records, 562)
- 1991 - The Chronological Classics: Count Basie and His Orchestra 1939-1940 (Classics Records, 563)
- 1991 - The Chronological Classics: Lil Hardin Armstrong and Her Swing Orchestra 1936-1940 (Classics Records, 564)
- 1991 - The Chronological Classics: Jimmie Lunceford and His Orchestra 1939-1940 (Classics Records, 565)
- 1991 - The Chronological Classics: Ella Fitzgerald 1939-1940 (Classics Records, 566)
- 1991 - The Chronological Classics: Pete Johnson 1938-1939 (Classics Records, 567)
- 1991 - The Chronological Classics: Cab Calloway and His Orchestra 1937-1938 (Classics Records, 568)
- 1991 - The Chronological Classics: Duke Ellington and His Orchestra 1929 (Classics Records, 569) (70)
- 1991 - The Chronological Classics: Louis Armstrong and His Orchestra 1928-1929 (Classics Records, 570)
- 1991 - The Chronological Classics: Teddy Wilson and His Orchestra 1939 (Classics Records, 571)
- 1991 - The Chronological Classics: Fletcher Henderson and His Orchestra 1927-1931 (Classics Records, 572)
- 1991 - The Chronological Classics: Andy Kirk and His Twelve Clouds of Joy 1936-1937 (Classics Records, 573)
- 1991 - The Chronological Classics: Don Redman and His Orchestra 1936-1939 (Classics Records, 574)
- 1991 - The Chronological Classics: Henry ''Red'' Allen and His Orchestra 1935-1936 (Classics Records, 575)
- 1991 - The Chronological Classics: Cab Calloway and His Orchestra 1938-1939 (Classics Records, 576)
- 1991 - The Chronological Classics: Duke Ellington and His Orchestra 1929-1930 (Classics Records, 577)
- 1991 - The Chronological Classics: Bennie Moten's Kansas City Orchestra 1929-1930 (Classics Records, 578)
- 1991 - The Chronological Classics: Benny Carter and His Orchestra 1939-1940 (Classics Records, 579) (80)
- 1991 - The Chronological Classics: Fletcher Henderson and His Orchestra 1927 (Classics Records, 580)
- 1991 - The Chronological Classics: Andy Kirk and His Twelve Clouds of Joy 1937-1938 (Classics Records, 581)
- 1991 - The Chronological Classics: Billie Holiday and Her Orchestra 1933-1937 (Classics Records, 582)
- 1991 - The Chronological Classics: Sidney Bechet 1923-1936 (Classics Records, 583)
- 1991 - The Chronological Classics: Jelly-Roll Morton 1923-1924 (Classics Records, 584)
- 1991 - The Chronological Classics: Louis Armstrong and His Hot 5 and Hot 7 1926-1927 (Classics Records, 585)
- 1991 - The Chronological Classics: Duke Ellington and His Orchestra 1930 (Classics Records, 586)
- 1991 - The Chronological Classics: Coleman Hawkins 1929-1934 (Classics Records, 587)
- 1991 - The Chronological Classics: Luis Russell and His Orchestra 1926-1929 (Classics Records, 588)
- 1991 - The Chronological Classics: Johnny Dodds 1926 (Classics Records, 589) (90)
- 1991 - The Chronological Classics: Henry ''Red'' Allen and His Orchestra 1936-1937 (Classics Records, 590)
- 1991 - The Chronological Classics: Bennie Moten's Kansas City Orchestra 1930-1932 (Classics Records, 591)
- 1991 - The Chronological Classics: Billie Holiday and Her Orchestra 1937-1939 (Classics Records, 592)
- 1991 - The Chronological Classics: Sidney Bechet 1937-1938 (Classics Records, 593)
- 1991 - The Chronological Classics: King Oliver and His Orchestra 1930-1931 (Classics Records, 594)
- 1991 - The Chronological Classics: Cab Calloway and His Orchestra 1939-1940 (Classics Records, 595)
- 1991 - The Chronological Classics: Duke Ellington and His Orchestra 1930, Vol. 2 (Classics Records, 596)
- 1991 - The Chronological Classics: Fletcher Henderson and His Orchestra 1926-1927 (Classics Records, 597)
- 1991 - The Chronological Classics: Andy Kirk and His 12 Clouds of Joy 1938 (Classics Records, 598)
- 1991 - The Chronological Classics: Jelly-Roll Morton 1924-1926 (Classics Records, 599) (100)

## The Chronological Classics Series: 600-699
- 1991 - The Chronological Classics: Louis Armstrong and His Hot Five 1925-1926 (Classics Records, 600)
- 1991 - The Chronological Classics: Billie Holiday and Her Orchestra 1939-1940 (Classics Records, 601)
- 1991 - The Chronological Classics: Coleman Hawkins 1934-1937 (Classics Records, 602)
- 1991 - The Chronological Classics: Johnny Dodds 1927 (Classics Records, 603)
- 1991 - The Chronological Classics: Jimmie Noone 1923-1928 (Classics Records, 604)
- 1991 - The Chronological Classics: Duke Ellington and His Orchestra 1930-1931 (Classics Records, 605)
- 1991 - The Chronological Classics: Luis Russell and His Orchestra 1930-1934 (Classics Records, 606)
- 1991 - The Chronological Classics: King Oliver and His Orchestra 1928-1930 (Classics Records, 607)
- 1991 - The Chronological Classics: Sidney Bechet 1938-1940 (Classics Records, 608)
- 1991 - The Chronological Classics: McKinney's Cotton Pickers 1928-1929 (Classics Records, 609) (110)
- 1991 - The Chronological Classics: Fletcher Henderson and His Orchestra 1925-1926 (Classics Records, 610)
- 1991 - The Chronological Classics: Jimmie Noone 1928-1929 (Classics Records, 611)
- 1991 - The Chronological Classics: Jelly-Roll Morton 1926-1928 (Classics Records, 612)
- 1991 - The Chronological Classics: Coleman Hawkins 1937-1939 (Classics Records, 613)
- 1991 - The Chronological Classics: Cab Calloway and His Orchestra 1940 (Classics Records, 614)
- 1991 - The Chronological Classics: Louis Armstrong and His Orchestra 1939-1940 (Classics Records, 615)
- 1991 - The Chronological Classics: Duke Ellington and His Orchestra 1931-1932 (Classics Records, 616)
- 1991 - The Chronological Classics: Johnny Dodds 1927-1928 (Classic Records, 617)
- 1991 - The Chronological Classics: King Oliver and His Dixie Syncopators 1926-1928 (Classics Records, 618)
- 1991 - The Chronological Classics: Sidney Bechet 1940 (Classics Records, 619) (120)
- 1991 - The Chronological Classics: Teddy Wilson and His Orchestra 1939-1941 (Classics Records, 620)
- 1991 - The Chronological Classics: Earl Hines and His Orchestra 1941 (Classics Records, 621)
- 1991 - The Chronological Classics: Jimmie Lunceford and His Orchestra 1940-1941 (Classics Records, 622)
- 1991 - The Chronological Classics: Count Basie and His Orchestra 1940-1941 (Classics Records, 623)
- 1991 - The Chronological Classics: Lionel Hampton and His Orchestra 1940-1941 (Classics Records, 624)
- 1992 - The Chronological Classics: McKinney's Cotton Pickers 1929-1930 (Classics Records, 625)
- 1992 - The Chronological Classics: Duke Ellington and His Orchestra 1932-1933 (Classics Records, 626)
- 1992 - The Chronological Classics: Jelly-Roll Morton 1928-1929 (Classics Records, 627)
- 1992 - The Chronological Classics: Henry ''Red'' Allen and His Orchestra 1937-1941 (Classics Records, 628)
- 1992 - The Chronological Classics: Cab Calloway and His Orchestra 1940-1941 (Classics Records, 629)
- 1992 - The Chronological Classics: Mary Lou Williams 1927-1940 (Classics Records, 630)
- 1992 - The Chronological Classics: Benny Carter and His Orchestra 1940-1941 (Classics Records, 631)
- 1992 - The Chronological Classics: Jimmie Noone 1929-1930 (Classics Records, 632)
- 1992 - The Chronological Classics: Fletcher Henderson and His Orchestra 1924-1925 (Classics Records, 633)
- 1992 - The Chronological Classics: Coleman Hawkins 1939-1940 (Classics Records, 634)
- 1992 - The Chronological Classics: Johnny Dodds 1928-1940 (Classics Records, 635)
- 1992 - The Chronological Classics: Louis Jordan and His Tympany Five 1934-1940 (Classics Records, 636)
- 1992 - The Chronological Classics: Duke Ellington and His Orchestra 1933 (Classics Records, 637)
- 1992 - The Chronological Classics: Sidney Bechet 1940-1941 (Classics Records, 638)
- 1992 - The Chronological Classics: King Oliver's Jazz Band 1923-1926 (Classics Records, 639)
- 1992 - The Chronological Classics: Andy Kirk and His Twelve Clouds of Joy 1939-1940 (Classics Records, 640)
- 1992 - The Chronological Classics: Jimmie Noone 1930-1934 (Classics Records, 641)
- 1992 - The Chronological Classics: Jelly-Roll Morton 1929-1930 (Classics Records, 642)
- 1992 - The Chronological Classics: Frankie Newton 1937-1939 (Classics Records, 643)
- 1992 - The Chronological Classics: Ella Fitzgerald 1940-1941 (Classics Records, 644)
- 1992 - The Chronological Classics: Teddy Hill and His Orchestra 1935-1937 (Classics Records, 645)
- 1992 - The Chronological Classics: Duke Ellington and His Orchestra 1933-1935 (Classics Records, 646)
- 1992 - The Chronological Classics: Fletcher Henderson and His Orchestra 1924, Vol. 3 (Classics Records, 647)
- 1992 - The Chronological Classics: Horace Henderson & His Orch. 1940 / Fletcher Henderson & His Orch. 1941 (Classics Records, 648)
- 1992 - The Chronological Classics: McKinney's Cotton Pickers 1930-1931 / Don Redman and His Orchestra: 1939 - 1940 (Classics Records, 649)
- 1992 - The Chronological Classics: King Oliver and His Creole Jazz Band 1923 (Classics Records, 650)
- 1992 - The Chronological Classics: Jimmie Noone 1934-1940 (Classics Records, 651)
- 1992 - The Chronological Classics: Count Basie and His Orchestra 1941 (Classics Records, 652)
- 1992 - The Chronological Classics: Erskine Hawkins and His Orchestra 1936-1938 (Classics Records, 653)
- 1992 - The Chronological Classics: Jelly-Roll Morton 1930-1939 (Classics Records, 654)
- 1992 - The Chronological Classics: Andy Kirk and His Twelve Clouds of Joy 1929-1931 (Classics Records, 655)
- 1992 - The Chronological Classics: Pete Johnson 1938-1939 (Classics Records, 656)
- 1992 - The Chronological Classics: Fletcher Henderson and His Orchestra 1924, Vol. 2 (Classics Records, 657)
- 1992 - The Chronological Classics: James P. Johnson 1921-1928 (Classics Records, 658)
- 1992 - The Chronological Classics: Duke Ellington and His Orchestra 1935-1936 (Classics Records, 659)
- 1992 - The Chronological Classics: Mills Blue Rhythm Band 1931 (Classics Records, 660)
- 1992 - The Chronological Classics: Tiny Parham and His Musicians 1926-1929 (Classics Records, 661)
- 1992 - The Chronological Classics: Willie ''The Lion'' Smith 1925-1937 (Classics Records, 662)
- 1992 - The Chronological Classics: Louis Jordan and His Tympany Five 1940-1941 (Classics Records, 663)
- 1992 - The Chronological Classics: Fats Waller 1922-1926 (Classics Records, 664)
- 1992 - The Chronological Classics: Pete Johnson 1939-1941 (Classics Records, 665)
- 1992 - The Chronological Classics: Duke Ellington and His Orchestra 1936-1937 (Classics Records, 666)
- 1992 - The Chronological Classics: Erskine Hawkins and His Orchestra 1938-1939 (Classics Records, 667)
- 1992 - The Chronological Classics: Jelly-Roll Morton 1939-1940 (Classics Records, 668)
- 1992 - The Chronological Classics: Jabbo Smith's Rhythm Aces 1929-1938 (Classics Records, 669)
- 1992 - The Chronological Classics: Harlan Leonard and His Rockets 1940 (Classics Records, 670)
- 1992 - The Chronological Classics: James P. Johnson 1928-1938 (Classics Records, 671)
- 1992 - The Chronological Classics: Ethel Waters 1925-1926 (Classics Records, 672)
- 1992 - The Chronological Classics: Fletcher Henderson and His Orchestra 1924 (Classics Records, 673)
- 1992 - The Chronological Classics: Fats Waller 1926-1927 (Classics Records, 674)
- 1992 - The Chronological Classics: Duke Ellington and His Orchestra 1937 (Classics Records, 675)
- 1992 - The Chronological Classics: Mills Blue Rhythm Band 1931-1932 (Classics Records, 676)
- 1992 - The Chronological Classics: Willie ''The Lion'' Smith 1937-1938 (Classics Records, 677)
- 1992 - The Chronological Classics: Erskine Hawkins and His Orchestra 1939-1940 (Classics Records, 678)
- 1992 - The Chronological Classics: Clarence Williams 1921-1924 (Classics Records, 679)
- 1993 - The Chronological Classics: Billie Holiday 1940-1942 (Classics Records, 680)
- 1993 - The Chronological Classics: Andy Kirk and His Clouds of Joy 1940-1942 (Classics Records, 681)
- 1993 - The Chronological Classics: Cab Calloway and His Orchestra 1941-1942 (Classics Records, 682)
- 1993 - The Chronological Classics: Fletcher Henderson and His Orchestra 1923-1924 (Classics Records, 683)
- 1993 - The Chronological Classics: Count Basie and His Orchestra 1942 (Classics Records, 684)
- 1993 - The Chronological Classics: Louis Armstrong and His Orchestra 1940-1942 (Classics Records, 685)
- 1993 - The Chronological Classics: Mills Blue Rhythm Band 1933-1934 (Classics Records, 686)
- 1993 - The Chronological Classics: Duke Ellington and His Orchestra 1937, Vol. 2 (Classics Records, 687)
- 1993 - The Chronological Classics: Ethel Waters 1926-1929 (Classics Records, 688)
- 1993 - The Chronological Classics: Fats Waller 1927-1929 (Classics Records, 689)
- 1993 - The Chronological Classics: Herman Chittison 1933-1941 (Classics Records, 690)
- 1993 - The Chronological Classics: Tiny Parham and His Musicians 1929-1940 (Classics Records, 691)
- 1993 - The Chronological Classics: Willie ''The Lion'' Smith 1938-1940 (Classics Records, 692)
- 1993 - The Chronological Classics: Benny Goodman and His Orchestra 1928-1931 (Classics Records, 693)
- 1993 - The Chronological Classics: Mezz Mezzrow 1936-1939 (Classics Records, 694)
- 1993 - The Chronological Classics: Clarence Williams 1924-1926 (Classics Records, 695)
- 1993 - The Chronological Classics: Sam Price and His Texas Blusicians 1929-1941 (Classics Records, 696)
- 1993 - The Chronological Classics: Fletcher Henderson and His Orchestra 1923 (Classics Records, 697)
- 1993 - The Chronological Classics: Jack Teagarden and His Orchestra 1930-1934 (Classics Records, 698)
- 1993 - The Chronological Classics: Claude Hopkins and His Orchestra 1932-1934 (Classics Records, 699)

## The Chronological Classics Series: 700-799
- 1993 - The Chronological Classics: Duke Ellington and His Orchestra 1938 (Classics Records, 700)
- 1993 - The Chronological Classics: Erskine Hawkins and His Orchestra 1940-1941 (Classics Records, 701)
- 1993 - The Chronological Classics: Fats Waller 1929 (Classics Records, 702)
- 1993 - The Chronological Classics: Django Reinhardt 1934-1935 (Classics Records, 703)
- 1993 - The Chronological Classics: Blue Lu Barker 1938-1939 (Classics Records, 704)
- 1993 - The Chronological Classics: Slim Gaillard 1937-1938 (Classics Records, 705)
- 1993 - The Chronological Classics: Stuff Smith and His Onyx Club Boys 1936-1939 (Classics Records, 706)
- 1993 - The Chronological Classics: Eddie South 1923-1937 (Classics Records, 707)
- 1993 - The Chronological Classics: Stéphane Grappelly 1935-1940 (Classics Records, 708)
- 1993 - The Chronological Classics: Muggsy Spanier 1939-1942 (Classics Records, 709)
- 1993 - The Chronological Classics: Mills Blue Rhythm Band 1934-1936 (Classics Records, 710)
- 1993 - The Chronological Classics: James P. Johnson 1938-1942 (Classics Records, 711)
- 1993 - The Chronological Classics: Lucky Millinder and His Orchestra 1941-1942 (Classics Records, 712)
- 1993 - The Chronological Classics: Mezz Mezzrow 1928-1936 (Classics Records, 713)
- 1993 - The Chronological Classics: Alix Combelle 1935-1940 (Classics Records, 714)
- 1993 - The Chronological Classics: Albert Ammons 1936-1939 (Classics Records, 715)
- 1993 - The Chronological Classics: Claude Hopkins and His Orchestra 1934-1935 (Classics Records, 716)
- 1993 - The Chronological Classics: Duke Ellington and His Orchestra 1938, Vol. 2 (Classics Records, 717)
- 1993 - The Chronological Classics: Clarence Williams 1926-1927 (Classics Records, 718)
- 1993 - The Chronological Classics: Benny Goodman and His Orchestra 1931-1933 (Classics Records, 719)
- 1993 - The Chronological Classics: Fats Waller 1929-1934 (Classics Records, 720)
- 1993 - The Chronological Classics: Ethel Waters 1929-1931 (Classics Records, 721)
- 1993 - The Chronological Classics: Meade Lux Lewis 1927-1939 (Classics Records, 722)
- 1993 - The Chronological Classics: Boots and His Buddies 1935-1937 (Classics Records, 723)
- 1993 - The Chronological Classics: Slim Gaillard 1939-1940 (Classics Records, 724)
- 1993 - The Chronological Classics: Roy Eldridge 1935-1940 (Classics Records, 725)
- 1993 - The Chronological Classics: Duke Ellington and His Orchestra 1938, Vol. 3 (Classics Records, 726)
- 1993 - The Chronological Classics: Django Reinhardt: 1935 (Classics Records, 727)
- 1993 - The Chronological Classics: Al Cooper's Savoy Sultans 1938-1941 (Classics Records, 728)
- 1993 - The Chronological Classics: Jack Teagarden and His Orchestra 1934-1939 (Classics Records, 729)
- 1993 - The Chronological Classics: Edgar Hayes and His Orchestra 1937-1938 (Classics Records, 730)
- 1993 - The Chronological Classics: Mills Blue Rhythm Bandn1936-1937 (Classics Records, 731)
- 1993 - The Chronological Classics: Fats Waller 1934-1935 (Classics Records, 732)
- 1993 - The Chronological Classics: Claude Hopkins and His Orchestra 1937-1940 (Classics Records, 733)
- 1993 - The Chronological Classics: Bunny Berigan and His Boys 1935-1936 (Classics Records, 734)
- 1993 - The Chronological Classics: Ethel Waters 1931-1934 (Classics Records, 735)
- 1993 - The Chronological Classics: Clarence Williams 1927 (Classics Records, 736)
- 1993 - The Chronological Classics: Eddie South 1937-1941 (Classics Records, 737)
- 1993 - The Chronological Classics: Boots and His Buddies 1937-1938 (Classics Records, 738)
- 1993 - The Chronological Classics: Django Reinhardt 1935-1936 (Classics Records, 739)
- 1994 - The Chronological Classics: Jay McShann and His Orchestra 1941-1943 (Classics Records, 740)
- 1994 - The Chronological Classics: Louis Jordan and His Tympany Five 1941-1943 (Classics Records, 741)
- 1994 - The Chronological Classics: Eddie Condon 1927-1938 (Classics Records, 742)
- 1994 - The Chronological Classics: Meade Lux Lewis 1939-1941 (Classics Records, 743)
- 1994 - The Chronological Classics: Benny Goodman and His Orchestra 1934-1935 (Classics Records, 744)
- 1994 - The Chronological Classics: Midge Williams and Her Jazz Jesters 1937-1938 (Classics Records, 745)
- 1994 - The Chronological Classics: Fats Waller 1935 (Classics Records, 746)
- 1994 - The Chronological Classics: Duke Ellington and His Orchestra 1938-1939 (Classics Records, 747)
- 1994 - The Chronological Classics: Django Reinhardt 1937 (Classics Records, 748)
- 1994 - The Chronological Classics: Bunny Berigan and His Orchestra 1936-1937 (Classics Records, 749)
- 1994 - The Chronological Classics: John Kirby and His Orchestra 1938-1939 (Classics Records, 750)
- 1994 - The Chronological Classics: Alix Combelle 1940-1941 (Classics Records, 751)
- 1994 - The Chronological Classics: Clarence Williams 1927-1928 (Classics Records, 752)
- 1994 - The Chronological Classics: Slim Gaillard 1940-1942 (Classics Records, 753)
- 1994 - The Chronological Classics: Gene Krupa and His Orchestra 1935-1938 (Classics Records, 754)
- 1994 - The Chronological Classics: Ethel Waters 1935-1940 (Classics Records, 755)
- 1994 - The Chronological Classics: Lovie Austin 1924-1926 (Classics Records, 756)
- 1994 - The Chronological Classics: Nat ''King'' Cole 1936-1940 (Classics Records, 757)
- 1994 - The Chronological Classics: Jack Teagarden and His Orchestra 1939-1940 (Classics Records, 758)
- 1994 - The Chronological Classics: Eddie Condon 1938-1940 (Classics Records, 759)
- 1994 - The Chronological Classics: Fats Waller 1935, Vol. 2 (Classics Records, 760)
- 1994 - The Chronological Classics: Bessie Smith 1923 (Classics Records, 761)
- 1994 - The Chronological Classics: Django Reinhardt 1937, Vol. 2 (Classics Records, 762)
- 1994 - The Chronological Classics: Joe Marsala 1936-1942 (Classics Records, 763)
- 1994 - The Chronological Classics: Bill Coleman 1936-1938 (Classics Records, 764)
- 1994 - The Chronological Classics: Duke Ellington and His Orchestra 1939 (Classics Records, 765)
- 1994 - The Chronological Classics: Bunny Berigan and His Orchestra 1937 (Classics Records, 766)
- 1994 - The Chronological Classics: Gene Krupa and His Orchestra 1938 (Classics Records, 767)
- 1994 - The Chronological Classics: Willie Bryant and His Orchestra 1935-1936 (Classics Records, 768)
- 1994 - The Chronological Classics: Benny Goodman and His Orchestra 1935 (Classics Records, 769)
- 1994 - The Chronological Classics: John Kirby and His Orchestra 1939-1941 (Classics Records, 770)
- 1994 - The Chronological Classics: Clarence Williams 1928-1929 (Classics Records, 771)
- 1994 - The Chronological Classics: Eddie Condon: 1942-1943 (Classics Records, 772)
- 1994 - The Chronological Classics: Nat ''King'' Cole 1940-1941 (Classics Records, 773)
- 1994 - The Chronological Classics: Wingy Manone and His Orchestra 1927-1934 (Classics Records, 774)
- 1994 - The Chronological Classics: Ethel Waters 1923-1925 (Classics Records, 775)
- 1994 - The Chronological Classics: Fats Waller 1935-1936 (Classics Records, 776)
- 1994 - The Chronological Classics: Django Reinhardt 1937-1938 (Classics Records, 777)
- 1994 - The Chronological Classics: Bix Beiderbecke 1924-1927 (Classics Records, 778)
- 1994 - The Chronological Classics: Stéphane Grappelly 1941-1943 (Classics Records, 779)
- 1994 - The Chronological Classics: Duke Ellington and His Orchestra 1939, Vol. 2 (Classics Records, 780)
- 1994 - The Chronological Classics: Bud Freeman 1928-1938 (Classics Records, 781)
- 1994 - The Chronological Classics: Alix Combelle 1942-1943 (Classics Records, 782)
- 1994 - The Chronological Classics: Blanche Calloway and Her Joy Boys 1925-1935 (Classics Records, 783)
- 1994 - The Chronological Classics: Chu Berry 1937-1941 (Classics Records, 784)
- 1994 - The Chronological Classics: Bunny Berigan and His Orchestra 1937-1938 (Classics Records, 785)
- 1994 - The Chronological Classics: Nat ''King'' Cole 1941-1943 (Classics Records, 786)
- 1994 - The Chronological Classics: Bessie Smith 1923-1924 (Classics Records, 787)
- 1994 - The Chronological Classics: Bix Beiderbecke 1927-1930 (Classics Records, 788)
- 1994 - The Chronological Classics: Benny Goodman and His Orchestra 1935-1936 (Classics Records, 789)
- 1994 - The Chronological Classics: Duke Ellington and His Orchestra 1939-1940 (Classics Records, 790)
- 1994 - The Chronological Classics: Clarence Williams 1929 (Classics Records, 791)
- 1994 - The Chronological Classics: John Kirby and His Orchestra 1941-1943 (Classics Records, 792)
- 1994 - The Chronological Classics: Django Reinhardt 1938-1939 (Classics Records, 793)
- 1994 - The Chronological Classics: Fletcher Henderson and His Orchestra 1921-1923 (Classics Records, 794)
- 1994 - The Chronological Classics: Jess Stacy 1935-1939 (Classics Records, 795)
- 1994 - The Chronological Classics: Ethel Waters 1921-1923 (Classics Records, 796)
- 1994 - The Chronological Classics: Fats Waller 1936 (Classics Records, 797)
- 1994 - The Chronological Classics: Wingy Manone and His Orchestra 1934-1935 (Classics Records, 798)
- 1995 - The Chronological Classics: Gene Krupa and His Orchestra 1939 (Classics Records, 799)

## The Chronological Classics Series: 800-899
- 1995 - The Chronological Classics: Art Tatum 1940-1944 (Classics Records, 800)
- 1995 - The Chronological Classics: Count Basie and His Orchestra 1943-1945 (Classics Records, 801)
- 1995 - The Chronological Classics: Erroll Garner 1944 (Classics Records, 802)
- 1995 - The Chronological Classics: Lionel Hampton and His Orchestra 1942-1944 (Classics Records, 803)
- 1995 - The Chronological Classics: Nat ''King'' Cole 1943-1944 (Classics Records, 804)
- 1995 - The Chronological Classics: Duke Ellington and His Orchestra 1940 (Classics Records, 805)
- 1995 - The Chronological Classics: Billie Holiday 1944 (Classics Records, 806)
- 1995 - The Chronological Classics: Coleman Hawkins 1943-1944 (Classics Records, 807)
- 1995 - The Chronological Classics: Garland Wilson 1931-1938 (Classics Records, 808)
- 1995 - The Chronological Classics: Hot Lips Page 1940-1944 (Classics Records, 809)
- 1995 - The Chronological Classics: Clarence Williams 1929-1930 (Classics Records, 810)
- 1995 - The Chronological Classics: Bud Freeman 1939-1940 (Classics Records, 811)
- 1995 - The Chronological Classics: Bessie Smith 1924-1925 (Classics Records, 812)
- 1995 - The Chronological Classics: Django Reinhardt 1939-1940 (Classics Records, 813)
- 1995 - The Chronological Classics: Mary Lou Williams 1944 (Classics Records, 814)
- 1995 - The Chronological Classics: Bunny Berigan and His Orchestra 1938 (Classics Records, 815)
- 1995 - The Chronological Classics: Fats Waller 1936-1937 (Classics Records, 816)
- 1995 - The Chronological Classics: Benny Goodman and His Orchestra 1936 (Classics Records, 817)
- 1995 - The Chronological Classics: Erroll Garner 1944, Vol. 2 (Classics Records, 818)
- 1995 - The Chronological Classics: Cozy Cole 1944 (Classics Records, 819)
- 1995 - The Chronological Classics: Duke Ellington and His Orchestra 1940, Vol. 2 (Classics Records, 820)
- 1995 - The Chronological Classics: Joe Sullivan 1933-1941 (Classics Records, 821)
- 1995 - The Chronological Classics: Willie Lewis and His Entertainers 1932-1936 (Classics Records, 822)
- 1995 - The Chronological Classics: Thomas Morris 1923-1927 (Classics Records, 823)
- 1995 - The Chronological Classics: James P. Johnson 1943-1944 (Classics Records, 824)
- 1995 - The Chronological Classics: Art Tatum 1944 (Classics Records, 825)
- 1995 - The Chronological Classics: Richard M. Jones 1923-1927 (Classics Records, 826)
- 1995 - The Chronological Classics: Cootie Williams and His Orchestra 1941-1944 (Classics Records, 827)
- 1995 - The Chronological Classics: Wingy Manone and His Orchestra 1935-1936 (Classics Records, 828)
- 1995 - The Chronological Classics: Freddy Johnson and His Orchestra 1933-1939 (Classics Records, 829)
- 1995 - The Chronological Classics: Edmond Hall 1937-1944 (Classics Records, 830)
- 1995 - The Chronological Classics: Django Reinhardt 1940 (Classics Records, 831)
- 1995 - The Chronological Classics: Clarence Williams 1930-1931 (Classics Records, 832)
- 1995 - The Chronological Classics: Tommy Dorsey and His Orchestra 1928-1935 (Classics Records, 833)
- 1995 - The Chronological Classics: Gene Krupa and His Orchestra 1939-1940 (Classics Records, 834)
- 1995 - The Chronological Classics: James P. Johnson 1944 (Classics Records, 835)
- 1995 - The Chronological Classics: Benny Goodman and His Orchestra 1936, Vol. 2 (Classics Records, 836)
- 1995 - The Chronological Classics: Duke Ellington and His Orchestra 1940-1941 (Classics Records, 837)
- 1995 - The Chronological Classics: Fats Waller 1937 (Classics Records, 838)
- 1995 - The Chronological Classics: Jack Teagarden and His Orchestra 1940-1941 (Classics Records, 839)
- 1995 - The Chronological Classics: Ella Fitzgerald 1941-1944 (Classics Records, 840)
- 1995 - The Chronological Classics: Meade Lux Lewis 1941-1944 (Classics Records, 841)
- 1995 - The Chronological Classics: Coleman Hawkins 1944 (Classics Records, 842)
- 1995 - The Chronological Classics: Bessie Smith 1925-1927 (Classics Records, 843)
- 1995 - The Chronological Classics: Bunny Berigan and His Orchestra 1938-1942 (Classics Records, 844)
- 1995 - The Chronological Classics: Clarence Williams 1933 (Classics Records, 845)
- 1995 - The Chronological Classics: Putney Dandridge and His Orchestra 1935-1936 (Classics Records, 846)
- 1995 - The Chronological Classics: Willie Lewis and His Entertainers 1936-1938 (Classics Records, 847)
- 1995 - The Chronological Classics: Stan Kenton and His Orchestra 1940-1944 (Classics Records, 848)
- 1995 - The Chronological Classics: Wingy Manone and His Orchestra 1936 (Classics Records, 849)
- 1995 - The Chronological Classics: Erroll Garner 1944, Vol. 3 (Classics Records, 850)
- 1995 - The Chronological Classics: Duke Ellington and His Orchestra 1941 (Classics Records, 851)
- 1995 - The Chronological Classics: Django Reinhardt 1940-1941 (Classics Records, 852)
- 1995 - The Chronological Classics: Richard M. Jones 1927-1944 (Classics Records, 853)
- 1995 - The Chronological Classics: Tommy Dorsey and His Orchestra 1935-1936 (Classics Records, 854)
- 1995 - The Chronological Classics: Artie Shaw and His Orchestra 1936 (Classics Records, 855)
- 1995 - The Chronological Classics: James P. Johnson 1944, Vol. 2 (Classics Records, 856)
- 1995 - The Chronological Classics: Fats Waller 1937, Vol. 2 (Classics Records, 857)
- 1995 - The Chronological Classics: Benny Goodman and His Orchestra 1936-1937 (Classics Records, 858)
- 1996 - The Chronological Classics: Gene Krupa and His Orchestra 1940 (Classics Records, 859)
- 1996 - The Chronological Classics: Sidney Bechet 1941-1944 (Classics Records, 860)
- 1996 - The Chronological Classics: Nat ''King'' Cole 1944-1945 (Classics Records, 861)
- 1996 - The Chronological Classics: Jimmie Lunceford and His Orchestra 1941-1945 (Classics Records, 862)
- 1996 - The Chronological Classics: Coleman Hawkins 1944-1945 (Classics Records, 863)
- 1996 - The Chronological Classics: Slim Gaillard 1945 (Classics Records, 864)
- 1996 - The Chronological Classics: Cozy Cole 1944-1945 (Classics Records, 865)
- 1996 - The Chronological Classics: Louis Jordan and His Tympany Five 1943-1945 (Classics Records, 866)
- 1996 - The Chronological Classics: Duke Ellington and His Orchestra 1942-1944 (Classics Records, 867)
- 1996 - The Chronological Classics: Erskine Hawkins and His Orchestra 1941-1945 (Classics Records, 868)
- 1996 - The Chronological Classics: Putney Dandridge and His Orchestra 1936 (Classics Records, 869)
- 1996 - The Chronological Classics: Bessie Smith 1927-1928 (Classics Records, 870)
- 1996 - The Chronological Classics: Clarence Williams 1933-1934 (Classics Records, 871)
- 1996 - The Chronological Classics: Edmond Hall 1944-1945 (Classics Records, 872)
- 1996 - The Chronological Classics: Erroll Garner 1944-1945 (Classics Records, 873)
- 1996 - The Chronological Classics: Jack Teagarden and His Orchestra 1941-1943 (Classics Records, 874)
- 1996 - The Chronological Classics: Fats Waller 1937-1938 (Classics Records, 875)
- 1996 - The Chronological Classics: Earl Hines and His Orchestra 1942-1945 (Classics Records, 876)
- 1996 - The Chronological Classics: Django Reinhardt 1941-1942 (Classics Records, 877)
- 1996 - The Chronological Classics: Tommy Dorsey and His Orchestra 1936 (Classics Records, 878)
- 1996 - The Chronological Classics: Benny Goodman and His Orchestra 1937 (Classics Records, 879)
- 1996 - The Chronological Classics: Willie Lewis and His Negro Band 1941 (Classic Records, 880)
- 1996 - The Chronological Classics: Duke Ellington and His Orchestra 1944-1945 (Classics Records, 881)
- 1996 - The Chronological Classics: Don Byas 1944-1945 (Classics Records, 882)
- 1996 - The Chronological Classics: Gene Krupa and His Orchestra 1940 Vol. 2 (Classics Records, 883)
- 1996 - The Chronological Classics: Buddy Johnson and His Band 1939-1942 (Classics Records, 884)
- 1996 - The Chronological Classics: Wynonie Harris 1944-1945 (Classics Records, 885)
- 1996 - The Chronological Classics: Artie Shaw and His Orchestra 1936-1937 (Classics Records, 886)
- 1996 - The Chronological Classics: Wingy Manone and His Orchestra 1936-1937 (Classics Records, 887)
- 1996 - The Chronological Classics: Dizzy Gillespie 1945 (Classics Records, 888)
- 1996 - The Chronological Classics: The Three Peppers 1937-1940 (Classics Records, 889)
- 1996 - The Chronological Classics: Bobby Hackett and His Orchestra 1938-1940 (Classics Records, 890)
- 1996 - The Chronological Classics: Clarence Williams 1934 (Classics Records, 891)
- 1996 - The Chronological Classics: Helen Humes 1927-1945 (Classics Records, 892)
- 1996 - The Chronological Classics: Nat ''King'' Cole 1945 (Classics Records, 893)
- 1996 - The Chronological Classics: Charles Brown 1944-1945 (Classics Records, 894)
- 1996 - The Chronological Classics: Mound City Blue Blowers 1935-1936 (Classics Records, 895)
- 1996 - The Chronological Classics: Barney Bigard 1944 (Classics Records, 896)
- 1996 - The Chronological Classics: Bessie Smith 1928-1929 (Classics Records, 897)
- 1996 - The Chronological Classics: Stan Kenton and His Orchestra 1945 (Classics Records, 898)
- 1996 - The Chronological Classics: Benny Goodman and His Orchestra 1937-1938 (Classics Records, 899)

## The Chronological Classics Series: 900-999
- 1996 - The Chronological Classics: Ziggy Elman and His Orchestra 1938-1939 (Classics Records, 900)
- 1996 - The Chronological Classics: Leonard Feather 1937-1945 (Classics Records, 901)
- 1996 - The Chronological Classics: Joe Marsala 1944-1945 (Classics Records, 902)
- 1996 - The Chronological Classics: Harry James and His Orchestra 1937-1939 (Classics Records, 903)
- 1996 - The Chronological Classics: Buster Bailey 1925-1940 (Classics Records, 904)
- 1996 - The Chronological Classics: Django Reinhardt 1942-1943 (Classics Records, 905)
- 1996 - The Chronological Classics: Benny Morton 1934-1945 (Classics Records, 906)
- 1996 - The Chronological Classics: Muggsy Spanier 1944 (Classics Records, 907)
- 1996 - The Chronological Classics: Teddy Wilson 1942-1945 (Classics Records, 908)
- 1996 - The Chronological Classics: George Wettling 1940-1944 (Classics Records, 909)
- 1996 - The Chronological Classics: Don Byas 1945 (Classics Records, 910)
- 1996 - The Chronological Classics: Slim Gaillard 1945, Vol. 2 (Classics Records, 911)
- 1996 - The Chronological Classics: Kansas City 5, 6 & 7 1938-1944 (Classics Records, 912)
- 1996 - The Chronological Classics: Fats Waller 1938 (Classics Records, 913)
- 1996 - The Chronological Classics: Billy Eckstine and His Orchestra 1944-1945 (Classics Records, 914)
- 1996 - The Chronological Classics: Duke Ellington and His Orchestra 1945 (Classics Records, 915)
- 1996 - The Chronological Classics: Tommy Dorsey and His Orchestra 1936-1937 (Classics Records, 916)
- 1996 - The Chronological Classics: Gene Krupa and His Orchestra 1940, Vol. 3 (Classics Records, 917)
- 1996 - The Chronological Classics: Clarence Williams 1934-1937 (Classics Records, 918)
- 1996 - The Chronological Classics: Ella Fitzgerald 1941-1944 (Classics Records, 919)
- 1997 - The Chronological Classics: Billy Kyle 1937-1938 (Classics Records, 920)
- 1997 - The Chronological Classics: Roy Eldridge 1943-1944 (Classics Records, 921)
- 1997 - The Chronological Classics: Louis Jordan and His Tympany Five 1945-1946 (Classics Records, 922)
- 1997 - The Chronological Classics: Benny Carter and His Orchestra 1943-1946 (Classics Records, 923)
- 1997 - The Chronological Classics: Erroll Garner 1945-1946 (Classics Records, 924)
- 1997 - The Chronological Classics: Benny Goodman and His Orchestra 1938 (Classics Records, 925)
- 1997 - The Chronological Classics: Coleman Hawkins 1945 (Classics Records, 926)
- 1997 - The Chronological Classics: Albert Ammons 1939-1946 (Classics Records, 927)
- 1997 - The Chronological Classics: Louis Armstrong 1944-1946 (Classics Records, 928)
- 1997 - The Chronological Classics: Artie Shaw and His New Music 1937 (Classics Records, 929)
- 1997 - The Chronological Classics: Barney Bigard 1944-1945 (Classics Records, 930)
- 1997 - The Chronological Classics: Rex Stewart 1934-1946 (Classics Records, 931)
- 1997 - The Chronological Classics: Lester Young 1943-1946 (Classics Records, 932)
- 1997 - The Chronological Classics: Pete Johnson 1944-1946 (Classics Records, 933)
- 1997 - The Chronological Classics: Count Basie and His Orchestra 1945-1946 (Classics Records, 934)
- 1997 - The Chronological Classics: Dizzy Gillespie 1945-1946 (Classics Records, 935)
- 1997 - The Chronological Classics: Harry James and His Orchestra 1939 (Classics Records, 936)
- 1997 - The Chronological Classics: Dickie Wells 1927-1943 (Classics Records, 937)
- 1997 - The Chronological Classics: Nat ''King'' Cole 1946 (Classics Records, 938)
- 1997 - The Chronological Classics: Slam Stewart 1945-1946 (Classics Records, 939)
- 1997 - The Chronological Classics: Joe Turner 1941-1946 (Classics Records, 940)
- 1997 - The Chronological Classics: Billy Kyle 1939-1946 (Classics Records, 941)
- 1997 - The Chronological Classics: Bud Freeman 1945-1946 (Classics Records, 942)
- 1997 - The Chronological Classics: Fats Waller 1938-1939 (Classics Records, 943)
- 1997 - The Chronological Classics: Charlie Shavers 1944-1945 (Classics Records, 944)
- 1997 - The Chronological Classics: Django Reinhardt 1944-1946 (Classics Records, 945)
- 1997 - The Chronological Classics: Lionel Hampton and His Orchestra 1946 (Classics Records, 946)
- 1997 - The Chronological Classics: Eddie Heywood 1944 (Classics Records, 947)
- 1997 - The Chronological Classics: Illinois Jacquet 1945-1946 (Classics Records, 948)
- 1997 - The Chronological Classics: Stan Kenton and His Orchestra 1946 (Classics Records, 949)
- 1997 - The Chronological Classics: Hot Lips Page 1944-1946 (Classics Records, 950)
- 1997 - The Chronological Classics: Duke Ellington and His Orchestra 1945, Vol. 2 (Classics Records, 951)
- 1997 - The Chronological Classics: Wingy Manone and His Orchestra 1937-1938 (Classics Records, 952)
- 1997 - The Chronological Classics: Clarence Williams 1937-1941 (Classics Records, 953)
- 1997 - The Chronological Classics: Sidney Bechet 1945-1946 (Classics Records, 954)
- 1997 - The Chronological Classics: Tommy Dorsey and His Orchestra 1937 (Classics Records, 955)
- 1997 - The Chronological Classics: Johnny Guarnieri 1944-1946 (Classics Records, 956)
- 1997 - The Chronological Classics: Ike Quebec 1944-1946 (Classics Records, 957)
- 1997 - The Chronological Classics: Sarah Vaughan 1944-1946 (Classics Records, 958)
- 1997 - The Chronological Classics: Don Byas 1945, Vol. 2 (Classics Records, 959)
- 1997 - The Chronological Classics: Gene Krupa and His Orchestra 1941 (Classics Records, 960)
- 1997 - The Chronological Classics: Benny Goodman and His Orchestra 1938, Vol. 2 (Classics Records, 961)
- 1997 - The Chronological Classics: Slim Gaillard 1946 (Classics Records, 962)
- 1997 - The Chronological Classics: Maxine Sullivan 1937-1938 (Classics Records, 963)
- 1997 - The Chronological Classics: John Kirby and His Orchestra 1945-1946 (Classics Records, 964)
- 1997 - The Chronological Classics: Artie Shaw and His Orchestra 1938 (Classics Records, 965)
- 1997 - The Chronological Classics: Jay McShann 1944-1946 (Classics Records, 966)
- 1997 - The Chronological Classics: Muggsy Spanier 1944-1946 (Classics Records, 967)
- 1997 - The Chronological Classics: Buck Clayton 1945-1947 (Classics Records, 968)
- 1997 - The Chronological Classics: Billy Banks and His Orchestra / Jack Bland & His Rhythmakers 1932 (Classics Records, 969)
- 1997 - The Chronological Classics: Harry James and His Orchestra 1939-1940 (Classics Records, 970)
- 1997 - The Chronological Classics: Charles Brown 1946 (Classics Records, 971)
- 1997 - The Chronological Classics: Jonah Jones 1936-1945 (Classics Records, 972)
- 1997 - The Chronological Classics: Fats Waller 1939 (Classics Records, 973)
- 1997 - The Chronological Classics: Sid Catlett 1944-1946 (Classics Records, 974)
- 1997 - The Chronological Classics: Bud Freeman 1946 (Classics Records, 975)
- 1997 - The Chronological Classics: Gerald Wilson and His Orchestra 1945-1946 (Classics Records, 976)
- 1997 - The Chronological Classics: Bessie Smith 1929-1933 (Classics Records, 977)
- 1997 - The Chronological Classics: Skeets Tolbert and His Gentlemen of Swing 1931-1940 (Classics Records, 978)
- 1998 - The Chronological Classics: Cliff Jackson 1930-1945 (Classics Records, 979)
- 1998 - The Chronological Classics: Charlie Parker 1945-1947 (Classics Records, 980)
- 1998 - The Chronological Classics: Cootie Williams and His Orchestra 1945-1946 (Classics Records, 981)
- 1998 - The Chronological Classics: Art Tatum 1945-1947 (Classics Records, 982)
- 1998 - The Chronological Classics: Roy Eldridge 1945-1947 (Classics Records, 983)
- 1998 - The Chronological Classics: Coleman Hawkins 1946-1947 (Classics Records, 984)
- 1998 - The Chronological Classics: Duke Ellington and His Orchestra 1945-1946 (Classics Records, 985)
- 1998 - The Chronological Classics: Dizzy Gillespie 1946-1947 (Classics Records, 986)
- 1998 - The Chronological Classics: Lester Young 1946-1947 (Classics Records, 987)
- 1998 - The Chronological Classics: Count Basie and His Orchestra 1946-1947 (Classics Records, 988)
- 1998 - The Chronological Classics: Sarah Vaughan 1946-1947 (Classics Records, 989)
- 1998 - The Chronological Classics: Benny Goodman and His Orchestra 1938-1939 (Classics Records, 990)
- 1998 - The Chronological Classics: Maxine Sullivan 1938-1941 (Classics Records, 991)
- 1998 - The Chronological Classics: Louis Armstrong 1946-1947 (Classics Records, 992)
- 1998 - The Chronological Classics: Skeets Tolbert and His Gentlemen of Swing 1940-1942 (Classics Records, 993)
- 1998 - The Chronological Classics: Lionel Hampton and His Orchestra 1947 (Classics Records, 994)
- 1998 - The Chronological Classics: Tommy Dorsey and His Orchestra 1937, Vol. 2 (Classics Records, 995)
- 1998 - The Chronological Classics: Cab Calloway and His Orchestra 1942-1947 (Classics Records, 996)
- 1998 - The Chronological Classics: Teddy Wilson 1946 (Classics Records, 997)
- 1998 - The Chronological Classics: Ella Fitzgerald 1945-1947 (Classics Records, 998)
- 1998 - The Chronological Classics: Dexter Gordon 1943-1947 (Classics Records, 999)

## The Chronological Classics Series: 1000-1099
- 1998 - The Chronological Classics: Charlie Parker 1947 (Classics Records, 1000)
- 1998 - The Chronological Classics: Django Reinhardt 1947 (Classics Records, 1001)
- 1998 - The Chronological Classics: Fats Waller 1939-1940 (Classics Records, 1002)
- 1998 - The Chronological Classics: Bud Powell 1945-1947 (Classics Records, 1003)
- 1998 - The Chronological Classics: Erroll Garner 1946-1947 (Classics Records, 1004)
- 1998 - The Chronological Classics: Nat ''King'' Cole 1946-1947 (Classics Records, 1005)
- 1998 - The Chronological Classics: Gene Krupa and His Orchestra 1941, Vol. 2 (Classics Records, 1006)
- 1998 - The Chronological Classics: Artie Shaw and His Orchestra 1939 (Classics Records, 1007)
- 1998 - The Chronological Classics: Erskine Hawkins and His Orchestra 1946-1947 (Classics Records, 1008)
- 1998 - The Chronological Classics: Don Byas 1946 (Classics Records, 1009)
- 1998 - The Chronological Classics: Louis Jordan and His Tympany Five 1946-1947 (Classics Records, 1010)
- 1998 - The Chronological Classics: Stan Kenton and His Orchestra 1947 (Classics Records, 1011)
- 1998 - The Chronological Classics: Eddie ''Lockjaw'' Davis 1946-1947 (Classics Records, 1012)
- 1998 - The Chronological Classics: Wynonie Harris 1945-1947 (Classics Records, 1013)
- 1998 - The Chronological Classics: Harry James and His Orchestra 1940-1941 (Classics Records, 1014)
- 1998 - The Chronological Classics: Duke Ellington and His Orchestra 1946 (Classics Records, 1015)
- 1998 - The Chronological Classics: Rex Stewart 1946-1947 (Classics Records, 1016)
- 1998 - The Chronological Classics: Ben Webster 1944-1946 (Classics Records, 1017)
- 1998 - The Chronological Classics: Count Basie and His Orchestra 1947 (Classics Records, 1018)
- 1998 - The Chronological Classics: Illinois Jacquet 1946-1947 (Classics Records, 1019)
- 1998 - The Chronological Classics: Maxine Sullivan 1941-1946 (Classics Records, 1020)
- 1998 - The Chronological Classics: Mary Lou Williams 1944-1945 (Classics Records, 1021)
- 1998 - The Chronological Classics: Billy Eckstine and His Orchestra 1946-1947 (Classics Records, 1022)
- 1998 - The Chronological Classics: Wingy Manone and His Orchestra 1939-1940 (Classics Records, 1023)
- 1998 - The Chronological Classics: Herman Chittison 1944-1945 (Classics Records, 1024)
- 1998 - The Chronological Classics: Benny Goodman and His Orchestra 1939 (Classics Records, 1025)
- 1998 - The Chronological Classics: Lucky Millinder and His Orchestra 1943-1947 (Classics Records, 1026)
- 1998 - The Chronological Classics: James P. Johnson 1944-1945 (Classics Records, 1027)
- 1998 - The Chronological Classics: The Spirits of Rhythm 1933-1945 (Classics Records, 1028)
- 1998 - The Chronological Classics: Pete Brown 1942-1945 (Classics Records, 1029)
- 1998 - The Chronological Classics: Fats Waller 1940-1941 (Classics Records, 1030)
- 1998 - The Chronological Classics: Nat ''King'' Cole 1947 (Classics Records, 1031)
- 1998 - The Chronological Classics: Jack Teagarden and His Orchestra 1944-1947 (Classics Records, 1032)
- 1998 - The Chronological Classics: Eddie Condon 1944-1946 (Classics Records, 1033)
- 1998 - The Chronological Classics: Joe Turner 1946-1947 (Classics Records, 1034)
- 1998 - The Chronological Classics: Tommy Dorsey and His Orchestra 1937, Vol. 3 (Classics Records, 1035)
- 1998 - The Chronological Classics: Helen Humes 1945-1947 (Classics Records, 1036)
- 1998 - The Chronological Classics: Trummy Young 1944-1946 (Classics Records, 1037)
- 1998 - The Chronological Classics: Eddie Heywood 1944-1946 (Classics Records, 1038)
- 1998 - The Chronological Classics: Stan Kenton and His Orchestra 1947, Vol. 2 (Classics Records, 1039)
- 1999 - The Chronological Classics: Billie Holiday 1945-1948 (Classics Records, 1040)
- 1999 - The Chronological Classics: Earl Hines and His Orchestra 1945-1947 (Classics Records, 1041)
- 1999 - The Chronological Classics: Woody Herman and His Orchestra 1936-1937 (Classics Records, 1042)
- 1999 - The Chronological Classics: Benny Carter and His Orchestra 1946-1948 (Classics Records, 1043)
- 1999 - The Chronological Classics: Charlie Ventura 1945-1946 (Classics Records, 1044)
- 1999 - The Chronological Classics: Artie Shaw and His Orchestra 1939, Vol. 2 (Classics Records, 1045)
- 1999 - The Chronological Classics: Django Reinhardt 1947, Vol. 2 (Classics Records, 1046)
- 1999 - The Chronological Classics: Bobby Hackett and His Orchestra 1943-1947 (Classics Records, 1047)
- 1999 - The Chronological Classics: Louis Prima and His New Orleans Gang 1934-1935 (Classics Records, 1048)
- 1999 - The Chronological Classics: Ella Fitzgerald 1947-1948 (Classics Records, 1049)
- 1999 - The Chronological Classics: Mary Lou Williams 1945-1947 (Classics Records, 1050)
- 1999 - The Chronological Classics: Duke Ellington and His Orchestra 1946-1947 (Classics Records, 1051)
- 1999 - The Chronological Classics: Harry James and His Orchestra 1941 (Classics Records, 1052)
- 1999 - The Chronological Classics: Edgar Hayes and His Orchestra 1938-1948 (Classics Records, 1053)
- 1999 - The Chronological Classics: Stuff Smith 1939-1944 (Classics Records, 1054)
- 1999 - The Chronological Classics: Bob Howard and His Orchestra 1937-1947 (Classics Records, 1055)
- 1999 - The Chronological Classics: Gene Krupa and His Orchestra 1941-1942 (Classics Records, 1056)
- 1999 - The Chronological Classics: Rex Stewart 1947-1948 (Classics Records, 1057)
- 1999 - The Chronological Classics: Howard McGhee 1948 (Classics Records, 1058)
- 1999 - The Chronological Classics: James P. Johnson 1945-1947 (Classics Records, 1059)
- 1999 - The Chronological Classics: Pat Flowers 1941-1945 (Classics Records, 1060)
- 1999 - The Chronological Classics: Mildred Bailey 1929-1932 (Classics Records, 1061)
- 1999 - The Chronological Classics: Nat ''King'' Cole 1947, Vol. 2 (Classics Records, 1062)
- 1999 - The Chronological Classics: Johnny Guarnieri 1946-1947 (Classics Records, 1063)
- 1999 - The Chronological Classics: Benny Goodman and His Orchestra, Vol. 2 (Classics Records, 1064)
- 1999 - The Chronological Classics: Etta Jones 1944-1947 (Classics Records, 1065)
- 1999 - The Chronological Classics: Luis Russell and His Orchestra 1945-1946 (Classics Records, 1066)
- 1999 - The Chronological Classics: Henry ''Red'' Allen 1944-1947 (Classics Records, 1067)
- 1999 - The Chronological Classics: Fats Waller 1941 (Classics Records, 1068)
- 1999 - The Chronological Classics: Kid Ory 1922-1945 (Classics Records, 1069)
- 1999 - The Chronological Classics: Joe Sullivan 1944-1945 (Classics Records, 1070)
- 1999 - The Chronological Classics: Arnett Cobb and His Orchestra 1946-1947 (Classics Records, 1071)
- 1999 - The Chronological Classics: Louis Armstrong and His All Stars 1947 (Classics Records, 1072)
- 1999 - The Chronological Classics: Don Byas 1947 (Classics Records, 1073)
- 1999 - The Chronological Classics: Mezz Mezzrow 1944-1945 (Classics Records, 1074)
- 1999 - The Chronological Classics: Andy Kirk and His Orchestra 1943-1949 (Classics Records, 1075)
- 1999 - The Chronological Classics: Bob Howard and His Orchestra 1936-1937 (Classics Records, 1076)
- 1999 - The Chronological Classics: Louis Prima and His New Orleans Gang 1935-1936 (Classics Records, 1077)
- 1999 - The Chronological Classics: Tommy Dorsey and His Orchestra 1937-1938 (Classics Records, 1078)
- 1999 - The Chronological Classics: Buddy Johnson and His Orchestra 1942-1947 (Classics Records, 1079)
- 1999 - The Chronological Classics: Mildred Bailey 1932-1936 (Classics Records, 1080)
- 1999 - The Chronological Classics: Stuff Smith 1944-1946 (Classics Records, 1081)
- 1999 - The Chronological Classics: Jimmie Lunceford and His Orchestra 1945-1947 (Classics Records, 1082)
- 1999 - The Chronological Classics: Sam Price 1942-1945 (Classics Records, 1083)
- 1999 - The Chronological Classics: Oscar Peterson 1945-1947 (Classics Records, 1084)
- 1999 - The Chronological Classics: Red Norvo and His Orchestra 1933-1936 (Classics Records, 1085)
- 1999 - The Chronological Classics: Duke Ellington and His Orchestra 1947 (Classics Records, 1086)
- 1999 - The Chronological Classics: Artie Shaw and His Orchestra 1939-1940 (Classics Records, 1087)
- 1999 - The Chronological Classics: Charles Brown 1946-1947 (Classics Records, 1088)
- 1999 - The Chronological Classics: Howard McGhee 1946-1948 (Classics Records, 1089)
- 1999 - The Chronological Classics: Woody Herman and His Orchestra 1937-1938 (Classics Records, 1090)
- 1999 - The Chronological Classics: Wingy Manone and His Orchestra 1940-1944 (Classics Records, 1091)
- 1999 - The Chronological Classics: Harry James and His Orchestra 1941, Vol. 2 (Classics Records, 1092)
- 1999 - The Chronological Classics: Pat Flowers 1945-1947 (Classics Records, 1093)
- 1999 - The Chronological Classics: Joe Turner 1947-1948 (Classics Records, 1094)
- 1999 - The Chronological Classics: Mezz Mezzrow 1947 (Classics Records, 1095)
- 1999 - The Chronological Classics: Gene Krupa and His Orchestra 1942-1945 (Classics Records, 1096)
- 1999 - The Chronological Classics: Fats Waller 1942-1943 (Classics Records, 1097)
- 1999 - The Chronological Classics: Benny Goodman and His Orchestra 1939-1940 (Classics Records, 1098)
- 1999 - The Chronological Classics: Buddy Rich and His Orchestra 1946-1948 (Classics Records, 1099)

## The Chronological Classics Series: 1100-1199
- 2000 - The Chronological Classics: Albert Ammons 1946-1948 (Classics Records, 1100)
- 2000 - The Chronological Classics: Sarah Vaughan 1947-1949 (Classics Records, 1101)
- 2000 - The Chronological Classics: Dizzy Gillespie and His Orchestra 1947-1949 (Classics Records, 1102)
- 2000 - The Chronological Classics: Charlie Parker 1947-1949 (Classics Records, 1103)
- 2000 - The Chronological Classics: Art Tatum 1949 (Classics Records, 1104)
- 2000 - The Chronological Classics: Cootie Williams and His Orchestra 1946-1949 (Classics Records, 1105)
- 2000 - The Chronological Classics: Tadd Dameron 1947-1949 (Classics Records, 1106)
- 2000 - The Chronological Classics: Count Basie and His Orchestra 1947-1949 (Classics Records, 1107)
- 2000 - The Chronological Classics: Fats Navarro 1947-1949 (Classics Records, 1108)
- 2000 - The Chronological Classics: Erroll Garner 1947-1949 (Classics Records, 1109)
- 2000 - The Chronological Classics: Pete Johnson 1947-1949 (Classics Records, 1110)
- 2000 - The Chronological Classics: Charlie Ventura 1946-1947 (Classics Records, 1111)
- 2000 - The Chronological Classics: Sidney Bechet 1947-1949 (Classics Records, 1112)
- 2000 - The Chronological Classics: Lucky Thompson 1944-1947 (Classics Records, 1113)
- 2000 - The Chronological Classics: Mildred Bailey 1937-1938 (Classics Records, 1114)
- 2000 - The Chronological Classics: Buddy Johnson and His Orchestra 1947-1949 (Classics Records, 1115)
- 2000 - The Chronological Classics: James Moody 1948-1949 (Classics Records, 1116)
- 2000 - The Chronological Classics: Tommy Dorsey and His Orchestra 1938 (Classics Records, 1117)
- 2000 - The Chronological Classics: Thelonious Monk 1947-1948 (Classics Records, 1118)
- 2000 - The Chronological Classics: Duke Ellington and His Orchestra 1947-1948 (Classics Records, 1119)
- 2000 - The Chronological Classics: Earl Hines and His Orchestra 1947-1949 (Classics Records, 1120)
- 2000 - The Chronological Classics: Bob Howard and His Orchestra 1935-1936 (Classics Records, 1121)
- 2000 - The Chronological Classics: Valaida Snow 1937-1940 (Classics Records, 1122)
- 2000 - The Chronological Classics: Red Norvo and His Orchestra 1936-1937 (Classics Records, 1123)
- 2000 - The Chronological Classics: Babs Gonzales 1947-1949 (Classics Records, 1124)
- 2000 - The Chronological Classics: Howard McGhee 1945-1946 (Classics Records, 1125)
- 2000 - The Chronological Classics: Stan Getz 1946-1949 (Classics Records, 1126)
- 2000 - The Chronological Classics: Artie Shaw and His Orchestra 1940 (Classics Records, 1127)
- 2000 - The Chronological Classics: Woody Herman and His Orchestra 1939 (Classics Records, 1128)
- 2000 - The Chronological Classics: New Orleans Rhythm Kings 1922-1923 (Classics Records, 1129)
- 2000 - The Chronological Classics: Blue Lu Barker 1946-1949 (Classics Records, 1130)
- 2000 - The Chronological Classics: Benny Goodman and His Orchestra 1940 (Classics Records, 1131)
- 2000 - The Chronological Classics: Harry James and His Orchestra 1941-1942 (Classics Records, 1132)
- 2000 - The Chronological Classics: Charlie Barnet and His Orchestra 1933-1936 (Classics Records, 1133)
- 2000 - The Chronological Classics: Louis Jordan and His Tympany Five 1947-1949 (Classics Records, 1134)
- 2000 - The Chronological Classics: Nat ''King'' Cole 1947, Vol. 3 (Classics Records, 1135)
- 2000 - The Chronological Classics: John Hardee 1946-1948 (Classics Records, 1136)
- 2000 - The Chronological Classics: Billy Taylor 1945-1949 (Classics Records, 1137)
- 2000 - The Chronological Classics: Erroll Garner 1949 (Classics Records, 1138)
- 2000 - The Chronological Classics: Wynonie Harris 1947-1949 (Classics Records, 1139)
- 2000 - The Chronological Classics: Sidney Bechet 1949 (Classics Records, 1140)
- 2000 - The Chronological Classics: The Three Keys 1932-1933 / Bon Bon & His Buddies 1941-1942 (Classics Records, 1141)
- 2000 - The Chronological Classics: Billy Eckstine 1947 (Classics Records, 1142)
- 2000 - The Chronological Classics: Gene Krupa and His Orchestra 1945 (Classics Records, 1143)
- 2000 - The Chronological Classics: Louis Armstrong and His All Stars 1947, Vol. 2 (Classics Records, 1144)
- 2000 - The Chronological Classics: Russell Jacquet 1945-1949 (Classics Records, 1145)
- 2000 - The Chronological Classics: Louis Prima and His New Orleans Gang 1937-1939 (Classics Records, 1146)
- 2000 - The Chronological Classics: Charles Brown 1947-1948 (Classics Records, 1147)
- 2000 - The Chronological Classics: Erskine Hawkins and His Orchestra 1947-1949 (Classics Records, 1148)
- 2000 - The Chronological Classics: Charlie Ventura 1947-1949 (Classics Records, 1149)
- 2000 - The Chronological Classics: New Orleans Rhythm Kings 1925-1935 (Classics Records, 1150)
- 2000 - The Chronological Classics: Jimmie Lunceford's Orchestra 1948-1949 (Classics Records, 1151)
- 2000 - The Chronological Classics: Bob Howard and His Orchestra 1932-1935 (Classics Records, 1152)
- 2000 - The Chronological Classics: Ella Fitzgerald 1949 (Classics Records, 1153)
- 2000 - The Chronological Classics: Benny Goodman and His Orchestra 1940-1941 (Classics Records, 1154)
- 2000 - The Chronological Classics: Nat ''King'' Cole 1947-1949 (Classics Records, 1155)
- 2000 - The Chronological Classics: Tommy Dorsey and His Orchestra 1938, Vol. II (Classics Records, 1156)
- 2000 - The Chronological Classics: Red Norvo and His Orchestra 1937-1938 (Classics Records, 1157)
- 2000 - The Chronological Classics: Valaida Snow 1933-1936 (Classics Records, 1158)
- 2000 - The Chronological Classics: Charlie Barnet and His Orchestra 1936-1937 (Classics Records, 1159)
- 2000 - The Chronological Classics: Mildred Bailey 1938 (Classics Records, 1160)
- 2001 - The Chronological Classics: Lionel Hampton and His Orchestra 1949-1950 (Classics Records, 1161)
- 2001 - The Chronological Classics: Coleman Hawkins 1947-1950 (Classics Records, 1162)
- 2001 - The Chronological Classics: Woody Herman and His Orchestra 1939-1940 (Classics Records, 1163)
- 2001 - The Chronological Classics: Rex Stewart 1948-1949 (Classics Records, 1164)
- 2001 - The Chronological Classics: Dodo Marmarosa 1945-1950 (Classics Records, 1165)
- 2001 - The Chronological Classics: Sarah Vaughan 1949-1950 (Classics Records, 1166)
- 2001 - The Chronological Classics: Artie Shaw and His Orchestra 1940-1941 (Classics Records, 1167)
- 2001 - The Chronological Classics: Dizzy Gillespie and His Orchestra 1949-1950 (Classics Records, 1168)
- 2001 - The Chronological Classics: James Moody 1949-1950 (Classics Records, 1169)
- 2001 - The Chronological Classics: Bud Powell 1949-1950 (Classics Records, 1170)
- 2001 - The Chronological Classics: Kenny Clarke 1946-1948 (Classics Records, 1171)
- 2001 - The Chronological Classics: Stan Getz 1950 (Classics Records, 1172)
- 2001 - The Chronological Classics: Lucky Millinder and His Orchestra 1947-1950 (Classics Records, 1173)
- 2001 - The Chronological Classics: Sonny Stitt 1946-1950 (Classics Records, 1174)
- 2001 - The Chronological Classics: Jess Stacy 1944-1950 (Classics Records, 1175)
- 2001 - The Chronological Classics: J.J. Johnson 1946-1949 (Classics Records, 1176)
- 2001 - The Chronological Classics: Eddie Condon 1947-1950 (Classics Records, 1177)
- 2001 - The Chronological Classics: Harry James and His Orchestra 1942 (Classics Records, 1178)
- 2001 - The Chronological Classics: Louis Armstrong 1949-1950 (Classics Records, 1179)
- 2001 - The Chronological Classics: Joe Turner 1949-1950 (Classics Records, 1180)
- 2001 - The Chronological Classics: Gene Sedric 1938-1947 (Classics Records, 1181)
- 2001 - The Chronological Classics: Erroll Garner 1949, Vol. 2 (Classics Records, 1182)
- 2001 - The Chronological Classics: Kid Ory 1945-1950 (Classics Records, 1183)
- 2001 - The Chronological Classics: Lennie Tristano 1946-1947 (Classics Records, 1184)
- 2001 - The Chronological Classics: Stan Kenton and His Orchestra 1950 (Classics Records, 1185)
- 2001 - The Chronological Classics: Sidney Bechet 1949, Vol. 2 (Classics Records, 1186)
- 2001 - The Chronological Classics: Mildred Bailey 1939 (Classics Records, 1187)
- 2001 - The Chronological Classics: Frankie Trumbauer and His Orchestra 1927-1928 (Classics Records, 1188)
- 2001 - The Chronological Classics: Johnny Hodges and His Orchestra 1945-1950 (Classics Records, 1189)
- 2001 - The Chronological Classics: Sy Oliver and His Orchestra 1945-1949 (Classics Records, 1190)
- 2001 - The Chronological Classics: Duke Ellington and His Orchestra 1949-1950 (Classics Records, 1191)
- 2001 - The Chronological Classics: Red Norvo and His Orchestra 1938-1939 (Classics Records, 1192)
- 2001 - The Chronological Classics: Lionel Hampton and His Orchestra 1950 (Classics Records, 1193)
- 2001 - The Chronological Classics: Charlie Barnet and His Orchestra 1937-1939 (Classics Records, 1194)
- 2001 - The Chronological Classics: Ella Fitzgerald 1950 (Classics Records, 1195)
- 2001 - The Chronological Classics: Nat ''King'' Cole 1949 (Classics Records, 1196)
- 2001 - The Chronological Classics: Tommy Dorsey and His Orchestra 1938-1939 (Classics Records, 1197)
- 2001 - The Chronological Classics: Oscar Peterson 1949-1950 (Classics Records, 1198)
- 2001 - The Chronological Classics: Hot Lips Page 1946-1950 (Classics Records, 1199)

## The Chronological Classics Series: 1200-1299
- 2001 - The Chronological Classics: Jimmy Mundy and His Orchestra 1937-1947 (Classics Records, 1200)
- 2001 - The Chronological Classics: Louis Prima and His Orchestra 1940-1944 (Classics Records, 1201)
- 2001 - The Chronological Classics: Benny Goodman and His Orchestra 1941 (Classics Records, 1202)
- 2001 - The Chronological Classics: Leo Parker 1947-1950 (Classics Records, 1203)
- 2001 - The Chronological Classics: Pee Wee Russell 1935-1946 (Classics Records, 1204)
- 2001 - The Chronological Classics: Erroll Garner 1949-1950 (Classics Records, 1205)
- 2001 - The Chronological Classics: Artie Shaw and His Orchestra 1941-1942 (Classics Records, 1206)
- 2001 - The Chronological Classics: Buddy Tate 1945-1950 (Classics Records, 1207)
- 2001 - The Chronological Classics: Bix Beiderbecke with Paul Whiteman 1927-1928 (Classics Records, 1208)
- 2001 - The Chronological Classics: Una Mae Carlisle 1938-1941 (Classics Records, 1209)
- 2001 - The Chronological Classics: Charles Brown 1948-1949 (Classics Records, 1210)
- 2001 - The Chronological Classics: Joe Venuti 1926-1928 (Classics Records, 1211)
- 2001 - The Chronological Classics: Red Nichols 1925-1927 (Classics Records, 1212)
- 2001 - The Chronological Classics: Pearl Bailey 1944-1947 (Classics Records, 1213)
- 2001 - The Chronological Classics: Kenny Clarke 1948-1950 (Classics Records, 1214)
- 2001 - The Chronological Classics: Charlie Ventura 1949 (Classics Records, 1215)
- 2001 - The Chronological Classics: Frankie Trumbauer and His Orchestra 1928-1929 (Classics Records, 1216)
- 2001 - The Chronological Classics: Duke Ellington and His Orchestra 1950 (Classics Records, 1217)
- 2001 - The Chronological Classics: Gerald Wiggins 1950 (Classics Records, 1218)
- 2001 - The Chronological Classics: Eddie Heywood 1946-1947 (Classics Records, 1219)
- 2002 - The Chronological Classics: Billie Holiday 1949-1951 (Classics Records, 1220)
- 2002 - The Chronological Classics: Slim Gaillard 1947-1951 (Classics Records, 1221)
- 2002 - The Chronological Classics: Charlie Parker 1950 (Classics Records, 1222)
- 2002 - The Chronological Classics: Sidney Bechet 1949, Vol. 3 (Classics Records, 1223)
- 2002 - The Chronological Classics: Teddy Wilson 1947-1950 (Classics Records, 1224)
- 2002 - The Chronological Classics: Mildred Bailey 1939-1940 (Classics Records, 1225)
- 2002 - The Chronological Classics: Charlie Barnet and His Orchestra 1939 (Classics Records, 1226)
- 2002 - The Chronological Classics: Harry James and His Orchestra 1942-1944 (Classics Records, 1227)
- 2002 - The Chronological Classics: Count Basie and His Orchestra 1950-1951 (Classics Records, 1228)
- 2002 - The Chronological Classics: Willie ''The Lion'' Smith 1944-1949 (Classics Records, 1229)
- 2002 - The Chronological Classics: Una Mae Carlisle 1941-1944 (Classics Records, 1230)
- 2002 - The Chronological Classics: Gene Krupa and His Orchestra 1945-1946 (Classics Records, 1231)
- 2002 - The Chronological Classics: Red Norvo and His Orchestra 1939-1943 (Classics Records, 1232)
- 2002 - The Chronological Classics: Louis Armstrong 1950-1951 (Classics Records, 1233)
- 2002 - The Chronological Classics: Al Hibbler 1946-1949 (Classics Records, 1234)
- 2002 - The Chronological Classics: Bix Beiderbecke with Paul Whiteman 1928-1929 (Classics Records, 1235)
- 2002 - The Chronological Classics: Benny Goodman and His Orchestra 1941, Vol. 2 (Classics Records, 1236)
- 2002 - The Chronological Classics: Tommy Dorsey and His Orchestra 1939 (Classics Records, 1237)
- 2002 - The Chronological Classics: Louis Jordan and His Tympany Five 1950-1951 (Classics Records, 1238)
- 2002 - The Chronological Classics: Don Byas 1947-1951 (Classics Records, 1239)
- 2002 - The Chronological Classics: Erroll Garner 1950 (Classics Records, 1240)
- 2002 - The Chronological Classics: Red Nichols 1927-1928 (Classics Records, 1241)
- 2002 - The Chronological Classics: Artie Shaw and His Orchestra 1942-1945 (Classics Records, 1242)
- 2002 - The Chronological Classics: Woody Herman and His Orchestra 1940 (Classics Records, 1243)
- 2002 - The Chronological Classics: Buddy Johnson and His Orchestra 1950-1951 (Classics Records, 1244)
- 2002 - The Chronological Classics: Frankie Trumbauer and His Orchestra 1929-1931 (Classics Records, 1245)
- 2002 - The Chronological Classics: Joe Venuti 1928-1930 (Classics Records, 1246)
- 2002 - The Chronological Classics: Lester Young 1947-1951 (Classics Records, 1247)
- 2002 - The Chronological Classics: Johnny Hodges and His Orchestra 1950-1951 (Classics Records, 1248)
- 2002 - The Chronological Classics: Ethel Waters 1946-1947 (Classics Records, 1249)
- 2002 - The Chronological Classics: Oscar Peterson 1950 (Classics Records, 1250)
- 2002 - The Chronological Classics: Gene Ammons 1947-1949 (Classics Records, 1251)
- 2002 - The Chronological Classics: Cleo Brown 1935-1951 (Classics Records, 1252)
- 2002 - The Chronological Classics: Ben Webster 1946-1951 (Classics Records, 1253)
- 2002 - The Chronological Classics: Illinois Jacquet 1947-1951 (Classics Records, 1254)
- 2002 - The Chronological Classics: Stan Kenton and His Orchestra 1950-1951 (Classics Records, 1255)
- 2002 - The Chronological Classics: Bill Coleman 1940-1949 (Classics Records, 1256)
- 2002 - The Chronological Classics: Erskine Hawkins and His Orchestra 1950-1951 (Classics Records, 1257)
- 2002 - The Chronological Classics: Duke Ellington and His Orchestra 1950-1951 (Classics Records, 1258)
- 2002 - The Chronological Classics: Roy Eldridge 1950-1951 (Classics Records, 1259)
- 2002 - The Chronological Classics: Mary Lou Williams 1949-1951 (Classics Records, 1260)
- 2002 - The Chronological Classics: Ella Fitzgerald 1951 (Classics Records, 1261)
- 2002 - The Chronological Classics: Lionel Hampton and His Orchestra 1950-1951 (Classics Records, 1262)
- 2002 - The Chronological Classics: James Moody 1950-1951 (Classics Records, 1263)
- 2002 - The Chronological Classics: Wardell Gray 1946-1950 (Classics Records, 1264)
- 2002 - The Chronological Classics: Una Mae Carlisle 1944-1950 (Classics Records, 1265)
- 2002 - The Chronological Classics: Charlie Barnet and His Orchestra 1939-1940 (Classics Records, 1266)
- 2002 - The Chronological Classics: The Red Heads 1925-1927 (Classics Records, 1267)
- 2002 - The Chronological Classics: Harry James and His Orchestra 1944-1945 (Classics Records, 1268)
- 2002 - The Chronological Classics: Miff Mole 1927 (Classics Records, 1269)
- 2002 - The Chronological Classics: Red Nichols 1928-1929 (Classics Records, 1270)
- 2002 - The Chronological Classics: Benny Goodman and His Orchestra 1941, Vol. 3 (Classics Records, 1271)
- 2002 - The Chronological Classics: Charles Brown 1949-1951 (Classics Records, 1272)
- 2002 - The Chronological Classics: Louis Prima and His Orchestra 1944-1945 (Classics Records, 1273)
- 2002 - The Chronological Classics: Anita O'Day 1945-1950 (Classics Records, 1274)
- 2002 - The Chronological Classics: Frankie Trumbauer and His Orchestra 1932-1936 (Classics Records, 1275)
- 2002 - The Chronological Classics: Joe Venuti 1930-1933 (Classics Records, 1276)
- 2002 - The Chronological Classics: Artie Shaw and His Orchestra 1945 (Classics Records, 1277)
- 2002 - The Chronological Classics: Tommy Dorsey and His Orchestra 1939, Vol. 2 (Classics Records, 1278)
- 2002 - The Chronological Classics: Mildred Bailey 1940-1942 (Classics Records, 1279)
- 2003 - The Chronological Classics: Sidney Bechet 1950 (Classics Records, 1280)
- 2003 - The Chronological Classics: Count Basie and His Orchestra 1952 (Classics Records, 1281)
- 2003 - The Chronological Classics: Duke Ellington and His Orchestra 1951 (Classics Records, 1282)
- 2003 - The Chronological Classics: Louis Armstrong 1951-1952 (Classics Records, 1283)
- 2003 - The Chronological Classics: Rex Stewart 1949 (Classics Records, 1284)
- 2003 - The Chronological Classics: Billie Holiday 1952 (Classics Records, 1285)
- 2003 - The Chronological Classics: Dizzy Gillespie and His Orchestra 1951-1952 (Classics Records, 1286)
- 2003 - The Chronological Classics: Cab Calloway and His Orchestra 1949-1955 (Classics Records, 1287)
- 2003 - The Chronological Classics: Earl Hines 1949-1952 (Classics Records, 1288)
- 2003 - The Chronological Classics: Wynonie Harris 1950-1952 (Classics Records, 1289)
- 2003 - The Chronological Classics: Lennie Tristano 1947-1951 (Classics Records, 1290)
- 2003 - The Chronological Classics: Sonny Stitt 1950-1951 (Classics Records, 1291)
- 2003 - The Chronological Classics: Stan Kenton and His Orchestra 1951 (Classics Records, 1292)
- 2003 - The Chronological Classics: Pearl Bailey 1947-1950 (Classics Records, 1293)
- 2003 - The Chronological Classics: Howard McGhee 1949-1952 (Classics Records, 1294)
- 2003 - The Chronological Classics: Dexter Gordon 1947-1952 (Classics Records, 1295)
- 2003 - The Chronological Classics: Sarah Vaughan 1951-1952 (Classics Records, 1296)
- 2003 - The Chronological Classics: Benny Carter and His Orchestra 1948-1952 (Classics Records, 1297)
- 2003 - The Chronological Classics: Miff Mole 1928-1937 (Classics Records, 1298)
- 2003 - The Chronological Classics: Stan getz 1951 (Classics Records, 1299)

## The Chronological Classics Series: 1300-1399
- 2003 - The Chronological Classics: Al Hibbler 1950-1952 (Classics Records, 1300)
- 2003 - The Chronological Classics: Jimmy Jones 1946-1947 (Classics Records, 1301)
- 2003 - The Chronological Classics: Mezz Mezzrow 1947-1951 (Classics Records, 1302)
- 2003 - The Chronological Classics: Benny Goodman and His Orchestra 1941-1942 (Classics Records, 1303)
- 2003 - The Chronological Classics: Woody Herman and His Orchestra 1940-1941 (Classics Records, 1304)
- 2003 - The Chronological Classics: Nat ''King'' Cole 1949-1950 (Classics Records, 1305)
- 2003 - The Chronological Classics: Red Norvo and His Orchestra 1943-1944 (Classics Records, 1306)
- 2003 - The Chronological Classics: Budd Johnson 1944-1952 (Classics Records, 1307)
- 2003 - The Chronological Classics: Hazel Scott 1939-1945 (Classics Records, 1308)
- 2003 - The Chronological Classics: Charlie Ventura 1949-1951 (Classics Records, 1309)
- 2003 - The Chronological Classics: Erroll Garner 1950-1951 (Classics Records, 1310)
- 2003 - The Chronological Classics: Roy Eldridge 1951 (Classics Records, 1311)
- 2003 - The Chronological Classics: Louisiana Rhythm Kings 1929-1930 (Classics Records, 1312)
- 2003 - The Chronological Classics: Harry James and His Orchestra 1945-1946 (Classics Records, 1313)
- 2003 - The Chronological Classics: Charlie Parker 1951-1952 (Classics Records, 1314)
- 2003 - The Chronological Classics: Don Byas 1951-1952 (Classics Records, 1315)
- 2003 - The Chronological Classics: Mildred Bailey 1943-1945 (Classics Records, 1316)
- 2003 - The Chronological Classics: Django Reinhardt 1947-1951 (Classics Records, 1317)
- 2003 - The Chronological Classics: Charlie Barnet and His Orchestra 1940 (Classics Records, 1318)
- 2003 - The Chronological Classics: Gene Krupa and His Orchestra 1947-1949 (Classics Records, 1319)
- 2003 - The Chronological Classics: Duke Ellington and His Orchestra 1952 (Classics Records, 1320)
- 2003 - The Chronological Classics: Dizzy Gillespie 1952 (Classics Records, 1321)
- 2003 - The Chronological Classics: Georgie Auld 1940-1945 (Classics Records, 1322)
- 2003 - The Chronological Classics: Oscar Peterson 1950-1952 (Classics Records, 1323)
- 2003 - The Chronological Classics: Benny Goodman and His Orchestra 1942 (Classics Records, 1324)
- 2003 - The Chronological Classics: Lester Young 1951-1952 (Classics Records, 1325)
- 2003 - The Chronological Classics: Sidney Bechet 1950-1951 (Classics Records, 1326)
- 2003 - The Chronological Classics: Tommy Dorsey and His Orchestra 1939, Vol. 3 (Classics Records, 1327)
- 2003 - The Chronological Classics: Ella Fitzgerald 1952 (Classics Records, 1328)
- 2003 - The Chronological Classics: Gene Ammons 1949-1950 (Classics Records, 1329)
- 2003 - The Chronological Classics: Artie Shaw and His Orchestra 1945-1946 (Classics Records, 1330)
- 2003 - The Chronological Classics: Frankie Trumbauer and His Orchestra 1936-1946 (Classics Records, 1331)
- 2003 - The Chronological Classics: Red Nichols 1929 (Classics Records, 1332)
- 2003 - The Chronological Classics: Helen Humes 1948-1950 (Classics Records, 1333)
- 2003 - The Chronological Classics: Herman Chittison 1945-1950 (Classics Records, 1334)
- 2003 - The Chronological Classics: Benny Goodman and His Orchestra 1942-1944 (Classics Records, 1335)
- 2003 - The Chronological Classics: Anita O'Day 1950-1952 (Classics Records, 1336)
- 2003 - The Chronological Classics: Mildred Bailey 1945-1947 (Classics Records, 1337)
- 2003 - The Chronological Classics: Stan Getz 1951-1952 (Classics Records, 1338)
- 2004 - The Chronological Classics: Bill Coleman 1951-1952 (Classics Records, 1339)
- 2004 - The Chronological Classics: Coleman Hawkins 1950-1953 (Classics Records, 1340)
- 2004 - The Chronological Classics: Erroll Garner 1951-1952 (Classics Records, 1341)
- 2004 - The Chronological Classics: Hot Lips Page 1950-1953 (Classics Records, 1342)
- 2004 - The Chronological Classics: Valaida Snow 1940-1953 (Classics Records, 1343)
- 2004 - The Chronological Classics: Billy Taylor 1950-1952 (Classics Records, 1344)
- 2004 - The Chronological Classics: Benny Goodman and His Orchestra 1944-1945 (Classics Records, 1345)
- 2004 - The Chronological Classics: Mary Lou Williams 1951-1953 (Classics Records, 1346)
- 2004 - The Chronological Classics: Dizzy Gillespie 1952-1953 (Classics Records, 1347)
- 2004 - The Chronological Classics: Joe Venuti 1933 (Classics Records, 1348)
- 2004 - The Chronological Classics: Willie ''The Lion'' Smith 1950 (Classics Records, 1349)
- 2004 - The Chronological Classics: Duke Ellington and His Orchestra 1952-1953 (Classics Records, 1350)
- 2004 - The Chronological Classics: Georgie Auld 1945-1946 (Classics Records, 1351)
- 2004 - The Chronological Classics: Louis Armstrong 1952-1953 (Classics Records, 1352)
- 2004 - The Chronological Classics: Joe Sullivan 1945-1953 (Classics Records, 1353)
- 2004 - The Chronological Classics: Eddie Condon 1951-1953 (Classics Records, 1354)
- 2004 - The Chronological Classics: Benny Goodman and His Orchestra 1945 (Classics Records, 1355)
- 2004 - The Chronological Classics: Red Norvo and His Orchestra 1944-1945 (Classics Records, 1356)
- 2004 - The Chronological Classics: Eddie Lang 1927-1932 (Classics Records, 1357)
- 2004 - The Chronological Classics: Sidney Bechet 1951-1952 (Classics Records, 1358)
- 2004 - The Chronological Classics: Gene Krupa and His Orchestra 1949-1951 (Classics Records, 1359)
- 2004 - The Chronological Classics: Eddie Heywood 1950-1951 (Classics Records, 1360)
- 2004 - The Chronological Classics: Oscar Peterson 1952 (Classics Records, 1361)
- 2004 - The Chronological Classics: Buck Clayton 1949-1953 (Classics Records, 1362)
- 2004 - The Chronological Classics: Charlie Ventura 1951-1953 (Classics Records, 1363)
- 2004 - The Chronological Classics: Teddy Wilson 1952-1953 (Classics Records, 1364)
- 2004 - The Chronological Classics: Sy Oliver and His Orchestra 1949-1952 (Classics Records, 1365)
- 2004 - The Chronological Classics: Benny Goodman and His Orchestra 1945, Vol. 2 (Classics Records, 1366)
- 2004 - The Chronological Classics: Gene Ammons 1950-1951 (Classics Records, 1367)
- 2004 - The Chronological Classics: Artie Shaw and His Orchestra 1946-1950 (Classics Records, 1368)
- 2004 - The Chronological Classics: Red Nichols 1929-1930 (Classics Records, 1369)
- 2004 - The Chronological Classics: Erroll Garner 1952-1953 (Classics Records, 1370)
- 2004 - The Chronological Classics: Georgie Auld 1946-1951 (Classics Records, 1371)
- 2004 - The Chronological Classics: Don Byas 1952 (Classics Records, 1372)
- 2004 - The Chronological Classics: Bud Powell 1951-1953 (Classics Records, 1373)
- 2004 - The Chronological Classics: Louis Prima and His Orchestra 1945 (Classics Records, 1374)
- 2004 - The Chronological Classics: Benny Goodman and His Orchestra 1946 (Classics Records, 1375)
- 2004 - The Chronological Classics: Illinois Jacquet 1951-1952 (Classics Records, 1376)
- 2004 - The Chronological Classics: Glenn Miller and His Orchestra 1935-1938 (Classics Records, 1377)
- 2004 - The Chronological Classics: Sonny Stitt 1951-1953 (Classics Records, 1378)
- 2004 - The Chronological Classics: Stan Getz 1952-1953 (Classics Records, 1379)
- 2005 - The Chronological Classics: Dizzy Gillespie 1953 (Classics Records, 1380)
- 2005 - The Chronological Classics: Bill Coleman 1952-1953 (Classics Records, 1381)
- 2005 - The Chronological Classics: Eddie ''Lockjaw'' Davis 1948-1952 (Classics Records, 1382)
- 2005 - The Chronological Classics: Billy Taylor 1952-1953 (Classics Records, 1383)
- 2005 - The Chronological Classics: Sidney Bechet 1952 (Classics Records, 1384)
- 2005 - The Chronological Classics: Benny Goodman and His Orchestra 1946-1947 (Classics Records, 1385)
- 2005 - The Chronological Classics: Red Norvo and His Orchestra 1945-1947 (Classics Records, 1386)
- 2005 - The Chronological Classics: Count Basie and His Orchestra 1952-1953 (Classics Records, 1387)
- 2005 - The Chronological Classics: James Moody 1951 (Classics Records, 1388)
- 2005 - The Chronological Classics: Johnny Hodges and His Orchestra 1951-1952 (Classics Records, 1389)
- 2005 - The Chronological Classics: Gene Krupa 1952-1953 (Classics Records, 1390)
- 2005 - The Chronological Classics: Erroll Garner 1953 (Classics Records, 1391)
- 2005 - The Chronological Classics: Willie ''The Lion'' Smith 1950-1953 (Classics Records, 1392)
- 2005 - The Chronological Classics: Mezz Mezzrow 1951-1953 (Classics Records, 1393)
- 2005 - The Chronological Classics: Buck Clayton 1953 (Classics Records, 1394)
- 2005 - The Chronological Classics: Stan Getz 1953 (Classics Records, 1395)
- 2005 - The Chronological Classics: Benny Goodman and His Orchestra 1947 (Classics Records, 1396)
- 2005 - The Chronological Classics: Artie Shaw and His Orchestra 1950 (Classics Records, 1397)
- 2005 - The Chronological Classics: Duke Ellington and His Orchestra 1953 (Classics Records, 1398)
- 2005 - The Chronological Classics: Oscar Peterson 1952, Vol. 2 (Classics Records, 1399)

## The Chronological Classics Series: 1400-1469
- 2005 - The Chronological Classics: Benny Carter and His Orchestra 1952-1954 (Classics Records, 1400)
- 2005 - The Chronological Classics: Meade Lux Lewis 1946-1954 (Classics Records, 1401)
- 2005 - The Chronological Classics: Louis Armstrong 1954 (Classics Records, 1402)
- 2005 - The Chronological Classics: Bobby Hackett 1948-1954 (Classics Records, 1403)
- 2005 - The Chronological Classics: Ella Fitzgerald 1953-1954 (Classics Records, 1404)
- 2005 - The Chronological Classics: Muggsy Spanier 1949-1954 (Classics Records, 1405)
- 2005 - The Chronological Classics: Gene Ammons 1951-1953 (Classics Records, 1406)
- 2005 - The Chronological Classics: Benny Goodman and His Orchestra 1947, Vol. 2 (Classics Records, 1407)
- 2005 - The Chronological Classics: Charlie Parker 1952-1954 (Classics Records, 1408)
- 2005 - The Chronological Classics: Oscar Pettiford 1951-1954 (Classics Records, 1409)
- 2006 - The Chronological Classics: James Moody 1951-1954 (Classics Records, 1410)
- 2006 - The Chronological Classics: Art Tatum 1949-1953 (Classics Records, 1411)
- 2006 - The Chronological Classics: Wingy Manone 1944-1946 (Classics Records, 1412)
- 2006 - The Chronological Classics: Artie Shaw and His Orchestra 1951-1954 (Classics Records, 1413)
- 2006 - The Chronological Classics: Don Byas 1952-1953 (Classics Records, 1414)
- 2006 - The Chronological Classics: Beryl Booker 1946-1952 (Classics Records, 1415)
- 2006 - The Chronological Classics: Coleman Hawkins 1953-1954 (Classics Records, 1416)
- 2006 - The Chronological Classics: Mary Lou Williams 1953-1954 (Classics Records, 1417)
- 2006 - The Chronological Classics: Benny Goodman and His Orchestra 1947-1948 (Classics Records, 1418)
- 2006 - The Chronological Classics: Buddy Rich 1950-1955 (Classics Records, 1419)
- 2006 - The Chronological Classics: Tyree Glenn 1947-1952 (Classics Records, 1420)
- 2006 - The Chronological Classics: Johnny Hodges and His Orchestra 1952-1954 (Classics Records, 1421)
- 2006 - The Chronological Classics: Red Norvo 1950-1951 (Classics Records, 1422)
- 2006 - The Chronological Classics: Erroll Garner 1953-1954 (Classics Records, 1423)
- 2006 - The Chronological Classics: Dizzy Gillespie 1953-1954 (Classics Records, 1424)
- 2006 - The Chronological Classics: Benny Goodman and His Orchestra 1948-1949 (Classics Records, 1425)
- 2006 - The Chronological Classics: Oscar Peterson 1952, Vol. 3 (Classics Records, 1426)
- 2007 - The Chronological Classics: Buck Clayton 1953, Vol. 2 (Classics Records, 1427)
- 2007 - The Chronological Classics: Stan Kenton and His Orchestra 1951-1952 (Classics Records, 1428)
- 2007 - The Chronological Classics: Lionel Hampton and His Orchestra 1951-1953 (Classics Records, 1429)
- 2007 - The Chronological Classics: Thelonious Monk 1951-1952 (Classics Records, 1430)
- 2007 - The Chronological Classics: Sidney Bechet 1952, Vol. 2 (Classics Records, 1431)
- 2007 - The Chronological Classics: Duke Ellington and His Orchestra 1953, Vol. 2 (Classics Records, 1432)
- 2007 - The Chronological Classics: Gene Krupa 1953-1954 (Classics Records, 1433)
- 2007 - The Chronological Classics: Joe Bushkin 1940-1946 (Classics Records, 1434)
- 2007 - The Chronological Classics: Stan Getz 1954 (Classics Records, 1435)
- 2007 - The Chronological Classics: Benny Goodman and His Orchestra 1949-1951 (Classics Records, 1436)
- 2007 - The Chronological Classics: Slim Gaillard 1951-1953 (Classics Records, 1437)
- 2007 - The Chronological Classics: Benny Carter 1954 (Classics Records, 1438)
- 2007 - The Chronological Classics: Charlie Barnet and His Orchestra 1940, Vol. 2 (Classics Records, 1439)
- 2007 - The Chronological Classics: Earl Hines 1953-1954 (Classics Records, 1440)
- 2007 - The Chronological Classics: Django Reinhardt 1951-1953 (Classics Records, 1441)
- 2007 - The Chronological Classics: Beryl Booker 1953-1954 (Classics Records, 1442)
- 2007 - The Chronological Classics: Eddie ''Lockjaw'' Davis 1953-1955 (Classics Records, 1443)
- 2007 - The Chronological Classics: Gerald Wilson and His Orchestra 1946-1954 (Classics Records, 1444)
- 2007 - The Chronological Classics: Buddy DeFranco 1949-1952 (Classics Records, 1445)
- 2007 - The Chronological Classics: Count Basie and His Orchestra 1953-1954 (Classics Records, 1446)
- 2007 - The Chronological Classics: Erroll Garner 1954 (Classics Records, 1447)
- 2007 - The Chronological Classics: Hazel Scott 1946-1947 (Classics Records, 1448)
- 2007 - The Chronological Classics: Mezz Mezzrow 1953-1954 (Classics Records, 1449)
- 2007 - The Chronological Classics: Benny Goodman and His Orchestra 1951-1952 (Classics Records, 1450)
- 2008 - The Chronological Classics: Illinois Jacquet 1953-1955 (Classics Records, 1451)
- 2008 - The Chronological Classics: Bud Powell 1953-1954 (Classics Records, 1452)
- 2008 - The Chronological Classics: Jess Stacy 1951-1956 (Classics Records, 1453)
- 2008 - The Chronological Classics: Oscar Peterson 1954-1955 (Classics Records, 1454)
- 2008 - The Chronological Classics: Harry James and His Orchestra 1946-1947 (Classics Records, 1455)
- 2008 - The Chronological Classics: Oscar Peterson 1952-1953 (Classics Records, 1456)
- 2008 - The Chronological Classics: Ella Fitzgerald 1954-1955 (Classics Records, 1457)
- 2008 - The Chronological Classics: Ben Webster 1953-1954 (Classics Records, 1458)
- 2008 - The Chronological Classics: Joe Bushkin 1947-1950 (Classics Records, 1459)
- 2008 - The Chronological Classics: Lucky Millinder and His Orchestra 1951-1960 (Classics Records, 1460)
- 2008 - The Chronological Classics: Stan Kenton and His Orchestra 1952-1953 (Classics Records, 1461)
- 2008 - The Chronological Classics: Red Nichols 1930-1931 (Classics Records, 1462)
- 2008 - The Chronological Classics: Wardell Gray 1950-1955 (Classics Records, 1463)
- 2008 - The Chronological Classics: Eddie Condon 1954-1955 (Classics Records, 1464)
- 2008 - The Chronological Classics: Benny Goodman and His Orchestra 1952-1954 (Classics Records, 1465)
- 2008 - The Chronological Classics: Sonny Rollins 1951-1954 (Classics Records, 1466)
- 2008 - The Chronological Classics: Buddy DeFranco 1952-1953 (Classics Records, 1467)
- 2008 - The Chronological Classics: Pearl Bailey 1950-1953 (Classics Records, 1468)
- 2008 - The Chronological Classics: Tommy Dorsey 1939-1940 (Classics Records, 1469)[1]